# Imperatriz (Maranhão)
Imperatriz é um município brasileiro do estado do Maranhão, Região Nordeste do país. Localiza-se na Região Metropolitana do Sudoeste Maranhense e sua população em 2022 era de 273 110 habitantes, sendo assim o segundo mais populoso do estado maranhense. É sede da Região Metropolitana do Sudoeste Maranhense, com sete municípios conurbados, a cidade estende-se pela margem direita do rio Tocantins, e é atravessada pela Rodovia Belém-Brasília, situando-se na divisa com o estado do Tocantins.
Imperatriz é o maior entroncamento comercial, energético e econômico do estado, sendo ainda o segundo maior centro populacional, econômico, político e cultural do Maranhão. Imperatriz está num cruzamento entre a soja de Balsas, no sul do Maranhão, a extração de madeira na fronteira com o Pará, a siderurgia em Açailândia e a agricultura familiar no resto do estado, com destaque para a produção de arroz, e também das futuras potencialidades como a produção de energia e celulose com a implantação da Hidrelétrica de Estreito, de Serra Quebrada e da fábrica da Suzano Papel e Celulose em Imperatriz.
Além dessas potencialidades, pode-se perceber também intensa atividade extrativista, principalmente na reserva do Ciríaco. Para dar suporte logístico a todas essas atividades, Imperatriz assume postura de capital local, pois através do Complexo atacadista do Mercadinho e do Centro Varejista do Calçadão, a produção do sul do Maranhão, norte do Tocantins e leste do Pará é escoada. Para tanto Imperatriz conta com a Rodovia BR-010 (Belém-Brasília), com um dos maiores rios do país, o Rio Tocantins e com a Ferrovia Norte-Sul. Além disso, por Imperatriz passam as principais linhas de transmissão de energia elétrica do Maranhão e de outros estados.
Hoje, por força de seu grande desempenho nos setores do comércio e da prestação de serviços, Imperatriz ocupa a posição de segundo maior centro político, cultural e populacional do estado, segundo maior PIB do Maranhão e 165º do Brasil com PIB de R$ 7.200.597,00 milhões, superada apenas pela capital São Luís. É também o principal polo da região que aglutina o sudoeste do Maranhão e norte do Tocantins. A história e o desenvolvimento de Imperatriz deram-lhe diversos títulos, entre eles o de "Portal da Amazônia - Capital da Energia".
Historicamente, a cidade de Imperatriz foi abrigo de muitos povos indígenas antes de sua ocupação pela comitiva do Frei Manoel Procópio, considerado o seu fundador (veja tópico sobre a história de Imperatriz).

## Etimologia
Seu atual nome foi dado em homenagem à Imperatriz Teresa Cristina. Com o tempo, sua denominação foi simplificada pela população que habitava o local onde hoje é a cidade, havendo documentos anteriores à Abolição em que a vila é mencionada simplesmente como Imperatriz. A nomenclatura Vila de Imperatriz foi alterada oficialmente para Imperatriz pela lei provincial nº 631, de 5 de dezembro de 1862.

## Símbolos

### A bandeira
A Bandeira de Imperatriz mede oficialmente 1,60 m de largura por 1,12 m de altura, o que corresponde a 1.792 cm². Essa área é ocupada por três faixas de cores diferentes, pintadas no sentido longitudinal (horizontal). A faixa mais acima (superior) é de cor amarela e simboliza as riquezas do município (na época de sua criação, principalmente o arroz, cuja casca, por sinal, é de cor amarelada). A faixa do meio (central) é de cor branca e quer lembrar paz, harmonia e concórdia. A faixa de baixo (inferior) tem a cor verde e representa as matas imperatrizenses, à época mais abundantes.
Outras duas cores estão presentes na bandeira: o azul de um triângulo localizado no meio da faixa central e o vermelho, das cinco pedras preciosas incrustadas em uma coroa amarela que está dentro do triângulo. O triângulo azul significa os três conjuntos das forças vivas do município: agricultura e pecuária, comércio e indústria; e educação e cultura. Por sua vez, a coroa simboliza o caráter nobre e de majestade da realeza imperial, aspectos evocados pelo nome Imperatriz, que veio do título da Imperatriz Teresa Cristina, esposa do imperador Dom Pedro II. A bandeira pode ser usada em todas as manifestações cívicas do povo de Imperatriz, de caráter oficial ou particular.

### O brasão
O Brasão de Armas de Imperatriz é um escudo encimado por uma coroa e, sobre esta, uma faixa amarela com o nome do município em letras de cor verde. Abaixo do escudo, outra faixa amarela, com a frase Paz e Progresso, em letras verdes. No centro do escudo, o desenho de uma palmeira, ladeada por um pé de arroz e outro de milho.
A simbologia do escudo faz referência às riquezas do município (representadas pela cor amarela das faixas); à majestade e nobreza sugeridas pelo nome Imperatriz (representadas pela coroa); às riquezas vegetais que, na história do município, serviram de base ao seu crescimento econômico; à esperança de uma cidade que cresce sem conflitos, sentimento esse representado visualmente pela cor verde e literalmente pela expressão Paz e Progresso. Com o passar dos anos, leves alterações foram introduzidas em relação ao desenho original do Brasão.
O uso do Brasão de Armas de Imperatriz é obrigatório na Prefeitura Municipal, na Câmara de Vereadores e nos papéis oficiais dos poderes Executivo e Legislativo (documentos, papel de correspondências, convites e publicações oficiais).

### O hino
O Hino de Imperatriz tem letra e música de José de Ribamar Fiquene, que foi professor, juiz de Direito, prefeito do município e governador do estado. Além do Hino de Imperatriz, compôs o Hino do 50º Batalhão de Infantaria de Selva, sediado em Imperatriz. Foi membro da Academia Imperatrizense de Letras. O maestro Moisés da providência fez a instrumentação a base de banjo e flauta acústica.

## História
O surgimento de Imperatriz começou a ser desenhado nos fins do Século XVI e início do Século XVII, com a iniciativa dos bandeirantes, que, partindo de São Paulo, buscavam nos confins da Europa, a riqueza, o desconhecido e a aventura. Enquanto os bandeirantes navegavam da nascente em busca da foz, paralelamente as entradas governamentais e/ou religiosas subiam o rio, tentando alcançar suas nascentes. Das entradas realizadas, a que mais nos interessa foi a que se realizou no ano de 1658 pelos jesuítas Padre Manuel Nunes e Padre Francisco Veloso, que teriam sido os primeiros a utilizar o sítio onde hoje está Imperatriz.
A fundação de Imperatriz deu-se em 16 de julho de 1852, três anos depois da partida da expedição que saiu do porto de Belém, em 26 de junho de 1849. Frei Manuel Procópio do Coração de Maria, capelão da expedição, foi o fundador da povoação, que recebeu inicialmente o nome oficial de Povoação de Santa Teresa do Tocantins.

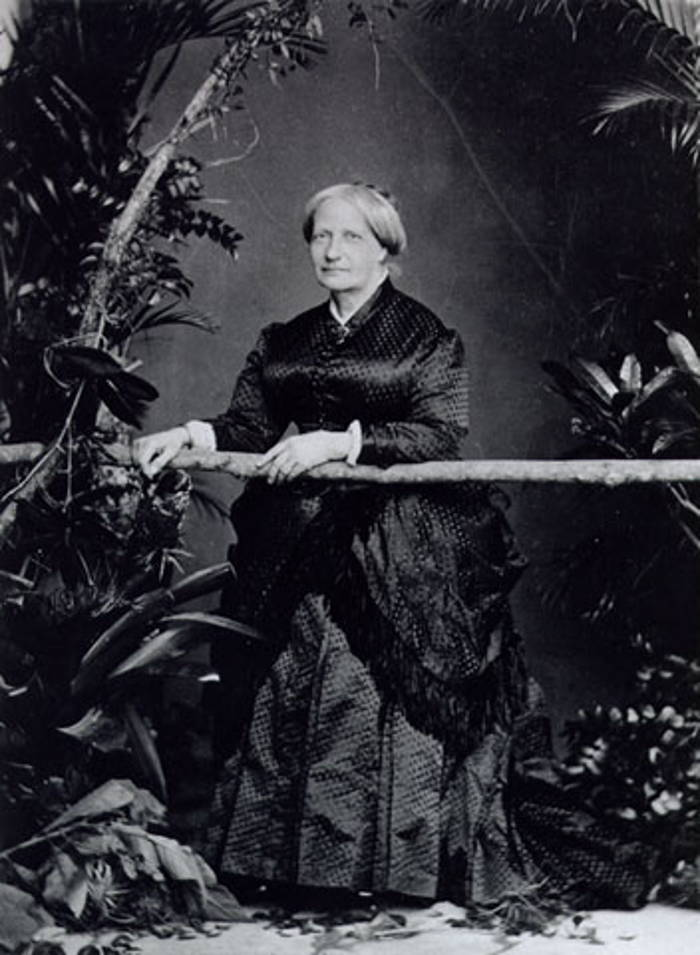
Imperatriz Teresa Cristina.

Depois de quatro anos, em 27 de agosto de 1856, a lei nº. 398 criou a Vila de Imperatriz, nome dado em homenagem à imperatriz Teresa Cristina. Com o tempo, sua denominação foi simplificada pela população, havendo documentos anteriores à Abolição em que a vila é mencionada simplesmente como Imperatriz.
Sua elevação à categoria de cidade é datada de 22 de abril de 1924, no governo Godofredo Mendes Viana (Lei nº. 1.179). Imperatriz, até então permanecia em um isolamento secular, com um crescimento tímido e lento. O início da transformação socioeconômica e do crescimento populacional deu-se  a partir de 1953, com a construção duma estrada que a ligou a Grajaú, possibilitando o acesso à capital do estado, São Luís, e ao restante do Nordeste brasileiro, o município de Imperatriz mantinha-se isolado por via terrestre o que fez com que a população dobrasse em menos de cinco anos. Para se ter uma ideia de quão pequena era a cidade antes da transformação socioeconômica, de acordo com o recenseamento do IBGE de 1950, Imperatriz tinha apenas 5015 habitantes, onde 3863 destes se encontravam na zona rural. A construção da rodovia Belém-Brasília, a partir de 1958, no governo do presidente Juscelino Kubitschek, resultou num rápido crescimento econômico e populacional do município a cidade dispunha apenas de cinco estabelecimentos comerciais varejistas e um estabelecimento onde vendia-se bebidas com alto teor alcoolifica  que mantinham transações com o comércio de Belém, Recife, Fortaleza, São Paulo, Rio de Janeiro e São Luís, importando tecidos em geral, ferragens, estivas, miudezas e medicamentos.
A cidade contava ainda, com apenas dois dentistas, onze unidades escolares, sendo sete do ensino fundamental comum, 3 do fundamental supletivo e uma de ensino complementar. Destaque para o Educandário Santa Terezinha, atual Escola Santa Terezinha, que foi a primeira escola a funcionar regularmente no município. Imperatriz possui ainda, apenas um advogado em exercício, uma agência postal telegráfica e apenas um caminhão registrado na Prefeitura Municipal. Em 1955 perdeu parte do seu território, para, com ele, ser constituído o município de Montes Altos, que se criou pela Lei nº 1354 de 8 de setembro de 1955, e cuja instalação se deu a 22 de Dezembro do mesmo ano.

### A expansão do transporte
As formas de acesso à capital do estado eram bastante precárias. O acesso de Imperatriz à São Luís poderia ser feito de até quatro maneiras mistas, mas nenhuma delas de forma ferroviária ou rodoviária direta. Ei-las:
| Rota                 | Percurso |
| -------------------- | --- |
| 1ª Alternativa Mista | 1) a cavalo, 584 km até Pedreiras; 2) rodoviário, 93 km até Coroatá e 3) ferroviário (Estrada de Ferro São Luís-Teresina), 237 km até São Luís. |
| 2ª Alternativa Mista | 1) a cavalo, 584 km até Pedreiras; 2) rodoviário, 298 km até São Luís.                                                                          |
| 3ª Alternativa Mista | 1) aéreo até Teresina, e de lá a São Luís, 1125 km                                                                                              |
| 4ª Alternativa Mista | 1) aéreo até Belém, e de lá a São Luís, 1131 km                                                                                                 |

Com o plano de metas do Presidente Juscelino Kubitschek, que pretendia desenvolver o país em 50 anos dentro de 5, além de integrar as regiões até então isoladas ao centro sul do país, foi criada em 1958 a BR 010, mais conhecida como Rodovia Belém-Brasília, que passou por Imperatriz. A construção dessa rodovia trouxe um rápido crescimento econômico e populacional do município.
No regime militar, foram feitas obras faraônicas na Amazônia, com o objetivo de ocupação e integração da mesma, como por exemplo, a Rodovia Transamazônica. Em 1975 durante o Governo de Ernesto Geisel, foi criado o Polamazônia, O Programa de Polos Agropecuários e Agrominerais da Amazônia com a finalidade de explorar as potencialidades naturais da região amazônica. Foram criados 15 polos de exploração agropecuários e agrominerais, e um deles em Imperatriz. Isso fez com que várias mudanças ocorressem, como a maior presença do médio e grande capital nacional e estrangeiro, e algumas obras dentro do município, como por exemplo, a construção da Praça de Fátima.
Após o regime militar, no período da Nova República, o município passaria a ser cortado pela Ferrovia Norte-Sul no ano de 1988, logo após a conclusão do primeiro trecho desta durante o Governo de José Sarney. O trecho inicial da ferrovia liga Imperatriz à cidade de Açailândia, onde se entronca com a Estrada de Ferro Carajás, que segue para São Luís. O transporte ferroviário de passageiros ligando ambas as cidades se iniciou no ano de 1993 pela Companhia Vale do Rio Doce (CVRD), que também opera a Estrada de Ferro Carajás. Porém, o modal de passageiros no trecho teve vida curta, encerrando suas atividades ainda nos anos 90. 
A Ferrovia Norte-Sul, no entanto, inagurar-se-ia oficialmente em toda a sua extensão em 1996 durante o governo Fernando Henrique Cardoso. Atualmente, o seu trecho inicial, que liga Imperatriz à Açailândia e a Porto Nacional (TO), encontra-se em operação pela VLI Multimodal para o transporte de cargas. 

## Geografia

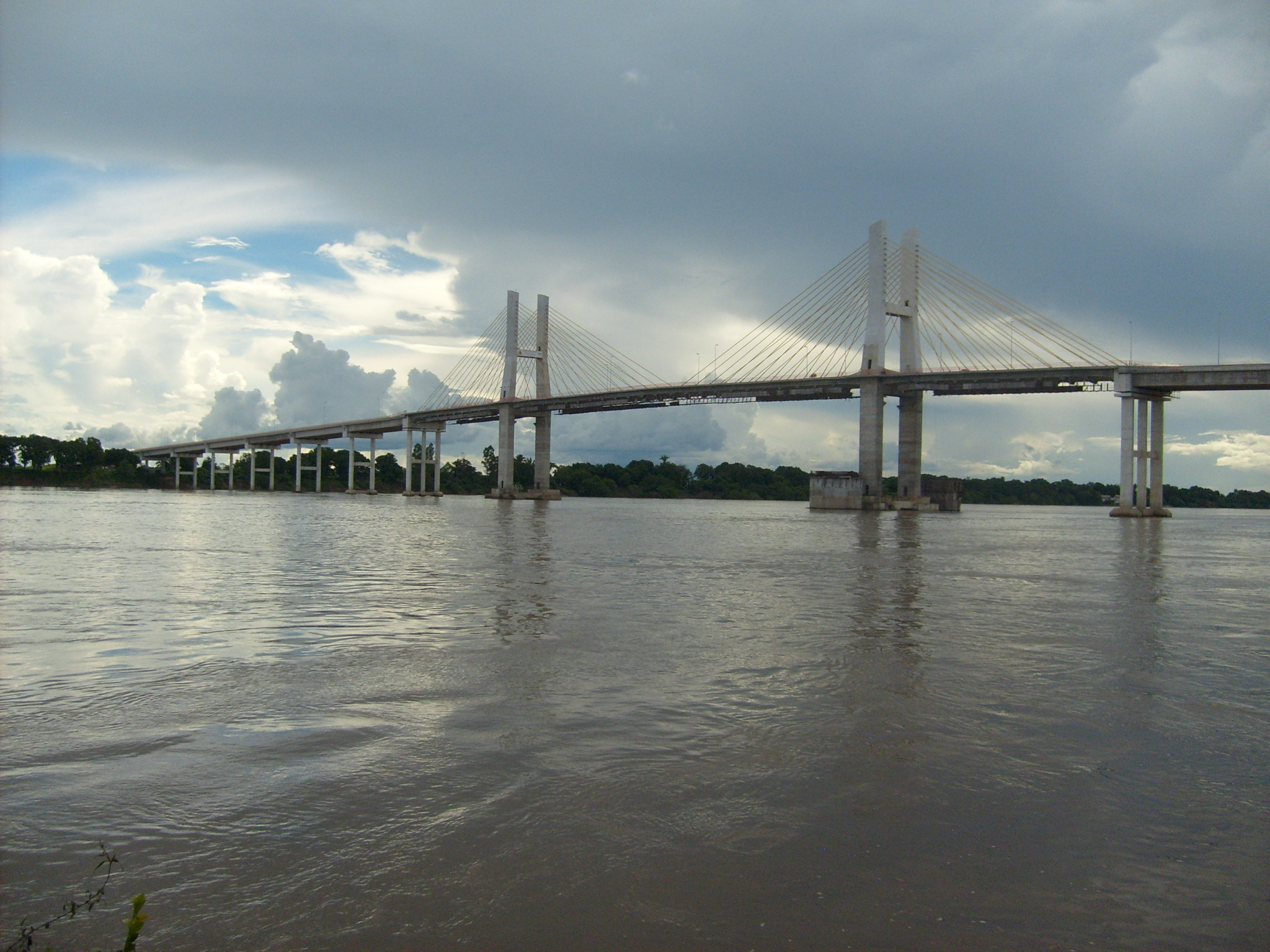
Ponte estaiada Dom Affonso Felipe Gregory, sobre o rio Tocantins.

Com uma latitude de 5°31'33 sul e longitude de 47°28'33 oeste, localiza-se próximo à divisa com o Tocantins, num território razoavelmente plano e fértil, ao Sudoeste do estado, em uma altitude de 95 metros, em média. Possui atualmente área total de 1 368,988 km², ocupando a 76º (Septuagésimo Sexto) maior área do estado. A área urbana totaliza apenas 15,4 km², sendo a 195º maior área urbana do país e a 2º do estado do Maranhão.
De acordo com a divisão regional vigente desde 2017, instituída pelo IBGE, o município pertence às Regiões Geográficas Intermediária e Imediata de Imperatriz. Até então, com a vigência das divisões em microrregiões e mesorregiões, fazia parte da microrregião de Imperatriz, que por sua vez estava incluída na mesorregião do Oeste Maranhense.
O fuso horário de Imperatriz é o mesmo com relação ao horário de Brasília e de -3h ao Tempo Universal Coordenado (UTC), ou seja, o horário local é contado a partir de menos três horas do horário do Meridiano de Greenwich. Imperatriz não sofre com a alteração provocada pelo horário nacional de verão.
O município faz divisa ao Norte com os municípios de Cidelândia e São Francisco do Brejão; ao Sul com Governador Edison Lobão; à Leste com João Lisboa, Senador La Rocque e Davinópolis e à Oeste com os municípios tocantinenses de São Miguel do Tocantins, Praia Norte, Augustinópolis e Sampaio.
Os tipos de solos originais que constituem o município são o Latossolo vermelho escuro: solos minerais profundos e bem drenados; as Areias quartzosas: solos minerais, não hidromórficos, textura arenosa, pouco desenvolvido e com baixa fertilidade natural e os Solos litoicos: solos rasos, muito pouco evoluídos, apresentam teores baixos de materiais primários de fácil decomposição.
| Área da unidade territorial [2024] | 1.369,039 km²                                                                           |
| Hierarquia urbana [2018]           | Capital Regional C (2C) - Município integrante do Arranjo Populacional de Imperatriz/MA |
| Região de Influência [2018]        | Arranjo Populacional de São Luís/MA - Capital Regional A                                |
| Região intermediária [2024]        | Imperatriz                                                                              |
| Região imediata [2024]             | Imperatriz                                                                              |
| Mesorregião [2022]                 | Oeste Maranhense                                                                        |
| Microrregião [2022]                | Imperatriz                                                                              |

Fonte: IBGE
| Bioma predominante [2024]             | Cerrado       |
| Área urbanizada [2019]                | 65,07 km²     |
| Esgotamento sanitário adequado [2010] | 48,3 %        |
| Arborização de vias públicas [2010]   | 69,7 %        |
| Urbanização de vias públicas [2010]   | 22,4 %        |
| População exposta ao risco [2010]     | 6.719 pessoas |
| Sistema Costeiro-Marinho [2019]       | Não pertence  |

Fonte: IBGE

### Vegetação
Os tipos de vegetação originais do município são a floresta amazônica e o cerrado, este último que se caracteriza por árvores baixas, de troncos retorcidos e cascas grossas, espalhadas pelo terreno; as florestas ou matas, que se caracteriza pelo predomínio de árvores altas que crescem bem próximas umas das outras, além dos campos, que caracterizam-se pela formação de plantas rasteiras, predominando o capim e a grama também é comum encontrar plantas carnívoras.
Do ponto de vista ecológico, Imperatriz apresenta uma grande diversidade de espécies de plantas e animais. Na região oeste do estado estão demarcados de 300 mil hectares de terra referentes à Reserva Biológica do Gurupi, que é o que restou da floresta amazônica no Maranhão. Imperatriz por fazer parte dessa área recebeu o título de Portal da Amazônia.

### Hidrografia
O município de Imperatriz é banhado pelo rio Tocantins, além dos riachos Cacau, o riacho Bacuri, Santa Teresa, Capivara, Barra Grande, Cinzeiro, Angical, Grotão do Basílio e Saranzal. O rio Tocantins é um dos rios mais importantes do norte brasileiro,e como consequência, do município de Imperatriz.
O Rio Tocantins é uma das fontes de pescados para a população, e além disso, proporciona também oportunidades de lazer para os Imperatrizenses e a população dos municípios vizinhos, quando a partir de julho, ao baixar de suas águas, faz-se surgir praias fluviais. As mais famosas são as Praias do Cacau, do Meio, da Belinha e do Imbiral. O rio também é a principal fonte de abastecimento de água do município.

### Clima
O oeste maranhense, onde Imperatriz está inserida, está dentro da área de atuação do clima tropical subúmido, típico do Brasil central, com médias pluviométricas e térmicas altas. A temperatura média no município oscila entre 26 e 27 °C. As chuvas ficam mais distribuídas nos primeiros e últimos meses do ano, mas o estado não sofre com longos períodos de seca. A média pluviométrica do município é de 1 490 mm anuais, sendo março o mês mais chuvoso e julho o mais seco.
Segundo dados do Instituto Nacional de Meteorologia (INMET), referentes ao período de 1931 a 1970 e a partir de 1976, a menor temperatura registrada em Imperatriz foi de 11,6 °C em 23 de julho de 1934 e a maior atingiu 40,8 °C em 3 de outubro de 2023. O maior acumulado de precipitação em 24 horas chegou a 198,8 mm em 16 de março de 2020.
| Dados climatológicos para Imperatriz | Dados climatológicos para Imperatriz | Dados climatológicos para Imperatriz | Dados climatológicos para Imperatriz | Dados climatológicos para Imperatriz | Dados climatológicos para Imperatriz | Dados climatológicos para Imperatriz | Dados climatológicos para Imperatriz | Dados climatológicos para Imperatriz | Dados climatológicos para Imperatriz | Dados climatológicos para Imperatriz | Dados climatológicos para Imperatriz | Dados climatológicos para Imperatriz | Dados climatológicos para Imperatriz |
| Mês | Jan                                  | Fev                                  | Mar                                  | Abr                                  | Mai                                  | Jun                                  | Jul                                  | Ago                                  | Set                                  | Out                                  | Nov                                  | Dez                                  | Ano                                  |
| --- | ------------------------------------ | ------------------------------------ | ------------------------------------ | ------------------------------------ | ------------------------------------ | ------------------------------------ | ------------------------------------ | ------------------------------------ | ------------------------------------ | ------------------------------------ | ------------------------------------ | ------------------------------------ | ------------------------------------ |
| Temperatura máxima recorde (°C) | 37,3                                 | 37,4                                 | 35,8                                 | 36,5                                 | 36,2                                 | 37,3                                 | 37,6                                 | 39,6                                 | 40,6                                 | 40,8                                 | 38,7                                 | 38,2                                 | 40,8                                 |
| Temperatura máxima média (°C) | 31,8                                 | 31,9                                 | 31,9                                 | 32,3                                 | 33                                   | 33,5                                 | 34,3                                 | 35,4                                 | 35,4                                 | 34,4                                 | 33,3                                 | 32,3                                 | 32,5                                 |
| Temperatura média compensada (°C) | 26,6                                 | 26,6                                 | 26,1                                 | 26,6                                 | 27,2                                 | 27,1                                 | 27,2                                 | 28,3                                 | 28,8                                 | 28,4                                 | 27,8                                 | 27,2                                 | 27,3                                 |
| Temperatura mínima média (°C) | 22,5                                 | 22,5                                 | 22,6                                 | 22,7                                 | 22,7                                 | 21,4                                 | 20,4                                 | 21                                   | 22,5                                 | 23,1                                 | 22,9                                 | 22,6                                 | 22,2                                 |
| Temperatura mínima recorde (°C) | 17,4                                 | 16,2                                 | 18,9                                 | 18                                   | 16,7                                 | 14,1                                 | 11,6                                 | 12,2                                 | 13,9                                 | 17,6                                 | 18                                   | 17,9                                 | 11,6                                 |
| Precipitação (mm) | 257,1                                | 240,5                                | 283,4                                | 196,8                                | 93,7                                 | 13,9                                 | 5,9                                  | 6,6                                  | 24,2                                 | 65,1                                 | 130,4                                | 174,3                                | 1 491,9                              |
| Dias com precipitação | 16                                   | 15                                   | 16                                   | 14                                   | 8                                    | 2                                    | 1                                    | 1                                    | 2                                    | 5                                    | 9                                    | 12                                   | 101                                  |
| Umidade relativa compensada (%) | 81,4                                 | 81,2                                 | 82,2                                 | 80,8                                 | 77,4                                 | 70,6                                 | 65                                   | 59,5                                 | 62,1                                 | 67,4                                 | 74,2                                 | 78,2                                 | 73,3                                 |
| Insolação (h) | 148,9                                | 132,2                                | 145,7                                | 171,5                                | 222,2                                | 262                                  | 281,3                                | 264,6                                | 198,7                                | 159,7                                | 143,3                                | 143,6                                | 2 273,7                              |
| Fonte: INMET (precipitação e umidade: normal climatológica de 1991-2010; médias de temperatura e horas de sol: normal 1981-2010; recordes de temperatura: 1931 a 1970 e 1976-presente) |                                      |                                      |                                      |                                      |                                      |                                      |                                      |                                      |                                      |                                      |                                      |                                      |                                      |

## Demografia
A população do município de Imperatriz, de acordo com o último censo realizado pelo IBGE - Instituto Brasileiro de Geografia e Estatística, divulgado em 1 de dezembro de 2010, apresenta os seguintes dados:

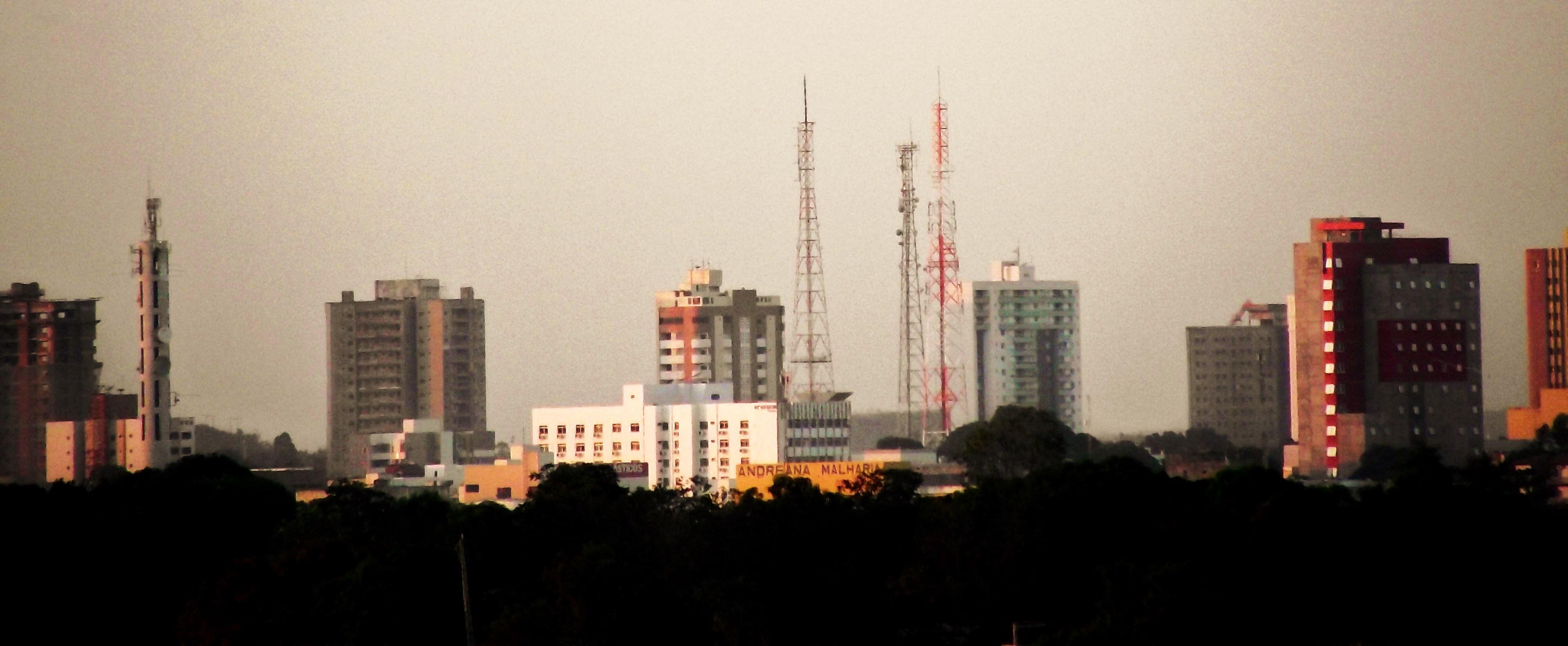
Uma panorâmica da cidade de Imperatriz (MA), mostrando seu crescimento imobiliário.

- População masculina: 119.230 habitantes - 48,16%,
- População feminina: 128.323 habitantes - 51,84%,
  - Total das populações por gênero: 247.553 habitantes - 100,00%.
- Zona urbana: 234.671 habitantes - 94,80%,
- Zona rural: 12.882 habitantes - 5,20%,
- Total da população do município: 247.553 habitantes - 100,00%.
- Estimativa da população(Data de Ref.: 1 de julho de 2012) realizado pelo IBGE e publicado no D.O.U. em 31 de agosto de 2012: 250.063 habitantes.[30]| Crescimento populacional | Crescimento populacional | Crescimento populacional | Crescimento populacional |
| Censo                    | Pop.                     |                          | %±                       |
| ------------------------ | ------------------------ | ------------------------ | ------------------------ |
| 1890                     | 4 126                    |                          | —                        |
| 1900                     | 7 879                    |                          | 91,0%                    |
| 1920                     | 9 009                    |                          | 14,3%                    |
| 1940                     | 9 331                    |                          | 3,6%                     |
| 1950                     | 14 064                   |                          | 50,7%                    |
| 1960                     | 39 331                   |                          | 179,7%                   |
| 1970                     | 80 827                   |                          | 105,5%                   |
| 1980                     | 220 079                  |                          | 172,3%                   |
| 1991                     | 276 502                  |                          | 25,6%                    |
| 2000                     | 230 566                  |                          | −16,6%                   |
| 2010                     | 247 505                  |                          | 7,3%                     |
| 2022                     | 273 110                  |                          | 10,3%                    |
| Fontes: Censo IBGE/2022  |                          |                          |                          |

O surto de crescimento populacional ocorreu principalmente a partir década de 1960 com a abertura das rodovias Belém-Brasília, que corta o Oeste Maranhense no território do município, BR-226, que liga Teresina à Região Tocantina, e BR-222, que liga a região do Mearim às terras devolutas do Alto Pindaré. A abertura, piçarramento e posterior asfaltamento das estradas federais e estaduais permitiram mais fácil comunicação rodoviária entre Imperatriz e Belém, São Luís, Anápolis, Brasília, Goiânia, São Paulo, todo o Centro-Oeste e o Nordeste, e facilitou muito a ocupação demográfica da fronteira agrícola representada, na época, pelas terras devolutas e virgens da pré-Amazônia maranhense. Podemos destacar, como fatores determinantes da ocupação demográfica de Imperatriz: posição geográfica intermediária entre polos de desenvolvimento regional (Belém/Brasília/Goiânia); grande disponibilidade de terras devolutas e de boa qualidade para cultivo agrícola; pauperismo secular das populações do semiárido do Nordeste Oriental (Piauí, Ceará, Pernambuco e Paraíba). Tal fato é uma das marcas da centralização dos serviços da região sudoeste do estado em Imperatriz, que levou a multiplicação das vilas e favelas na periferia do município.
A sua área metropolitana Sudoeste Maranhense, composta por Imperatriz e os municípios de Cidelândia, São Francisco do Brejão, João Lisboa, Senador La Rocque, Davinópolis, Governador Edison Lobão, São Miguel do Tocantins, Praia Norte, Augustinópolis e Sampaio, tem mais de 363.175 mil habitantes. Sua taxa de crescimento populacional é de -0,39% de 01.08.2000 à 01.04.2007, devido o desmembramento dos municípios de Cidelândia, Davinópolis, Governador Edison Lobão, São Francisco do Brejão, São Pedro da Água Branca e Vila Nova dos Martírios, passando dos 6 075,1 km² para os atuais 1 368,988 km².
| População no último censo [2022] | 273.110 pessoas                          |
| População estimada [2024]        | 285.146 pessoas                          |
| Densidade demográfica [2022]     | 199,49 habitante por quilômetro quadrado |

Fonte: IBGE

### Condição social
Imperatriz possui o segundo melhor IDH do Maranhão. Nota-se, nos últimos 30 anos, um crescimento desordenado da periferia com aumento substancial do número de invasões e favelas (popularmente as vilas), culminando com uma forte especulação imobiliária o que cria vazios de urbanização dentro do perímetro urbano.

### Urbanização e arquitetura

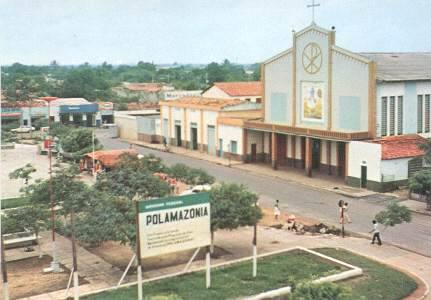
Praça de Fátima, no centro da cidade, ainda em construção no final dos anos 70.

Imperatriz tem característica e tamanho dignos dum centro regional, apesar de possuir poucas avenidas amplas e largas. Imperatriz experimentou um "boom" de desenvolvimento nas década de 1960, década de 1970 e década de 1980 (como dito acima), sendo grande polo atrativo de empregos.
Nos últimos anos houve um grande crescimento de construções voltadas às classes A e B, ultrapassando grandes quantias só na fase de implantação. Isso se dá por estas razões: saturação dos grandes centros próximos (que já não mais têm espaço para determinadas atividades econômicas); da estabilidade econômica e aumento da renda da população local; baixo custo de vida na cidade; incentivos municipais e estaduais. Também pesa a existência, na cidade, de pouquíssima concentração de indigentes e pedintes de rua se comparado aos grandes centros, que também pesa na hora de atrair investidores. Os programas sociais dos governos conseguiram amenizar a situação crônica enfrentada pelas famílias excluídas.

Entretanto a expansão horizontal da cidade acabou por provocar baixa densidade populacional, grandes distâncias, bairros com pouca infraestrutura, além de inúmeros terrenos vagos. Entretanto, há estudos e até legislação municipal (código de postura) que serão postos em prática para urbanizar os vazios da cidade.

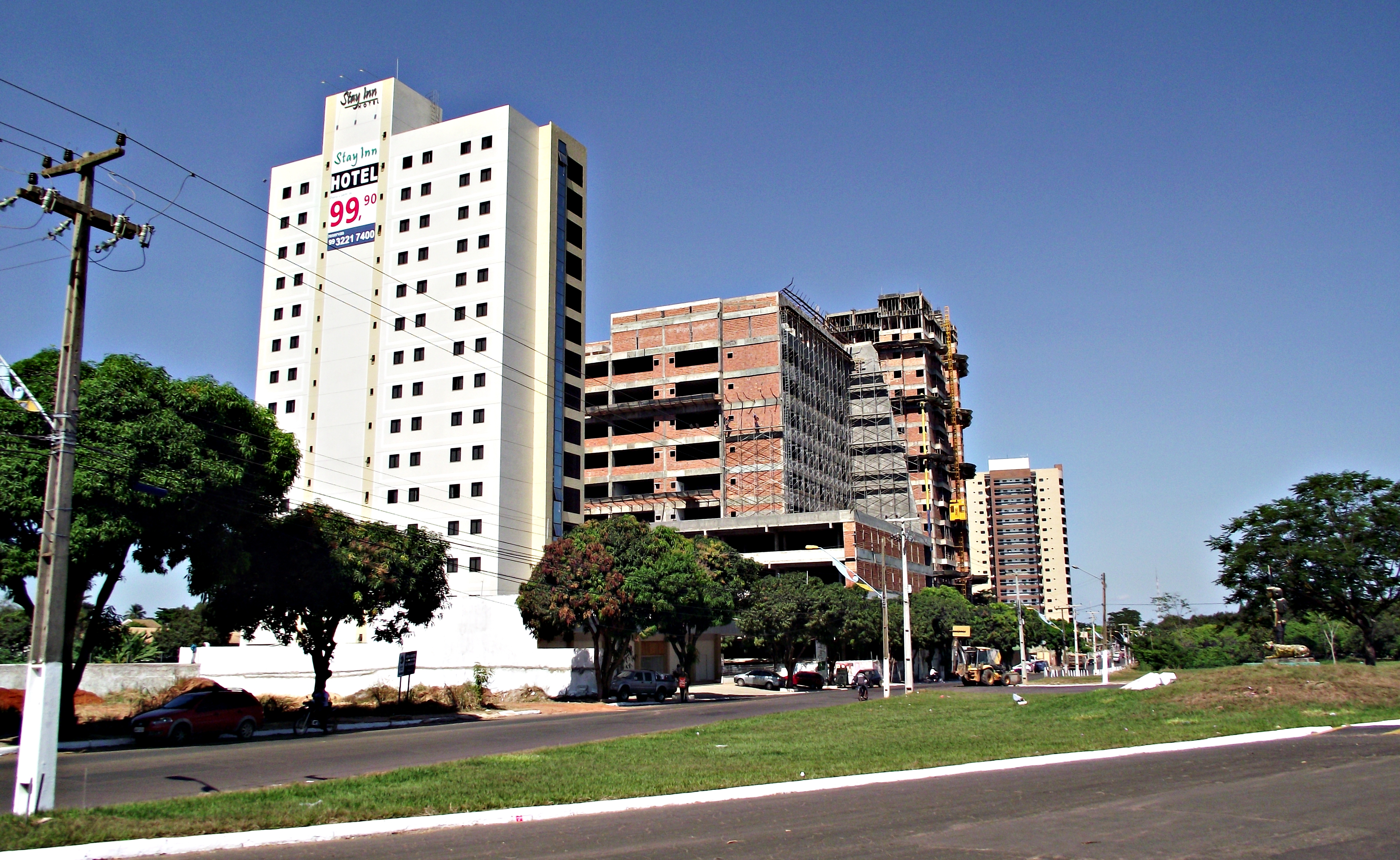
Avenida Bernardo Sayão, no bairro Três Poderes, em Imperatriz.

Está em fase final o projeto de urbanização da área central da cidade, com a restauração da malha asfáltica das principais avenidas do centro da cidade com recursos do município, a duplicação da avenida Pedro Neiva (Babaçulândia) que liga Imperatriz ao município de João Lisboa pelo governo do estado, investimentos que já estão sendo executados como obras de asfaltamento e instalação de rede de esgotos em alguns bairros mais afastados do centro da cidade por parte do governo federal, verbas oriundas do PAC. 

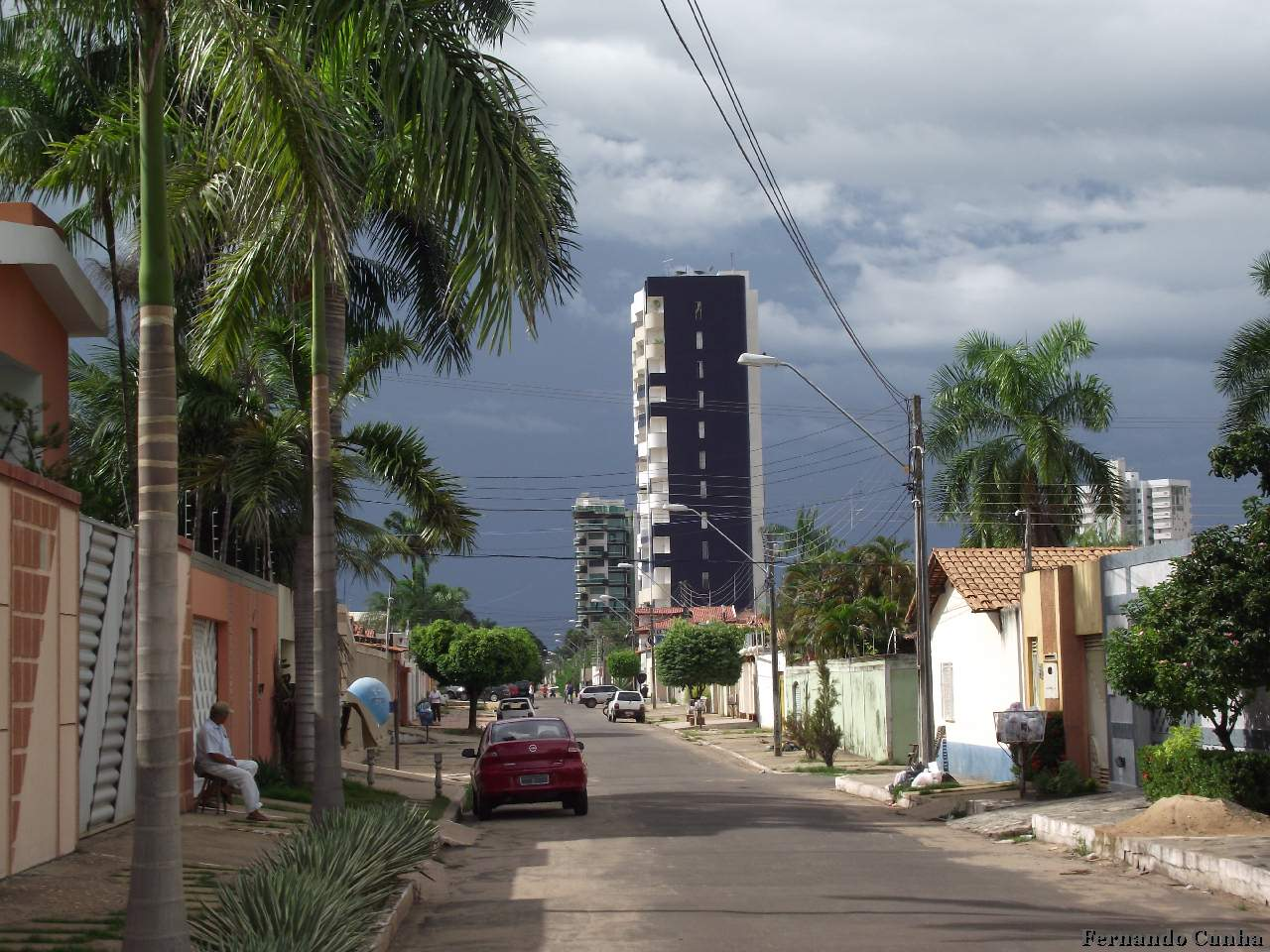
Rua Bahia, bairro Juçara.

As Secretarias de Infraestrutura e  de Planejamento Urbano e Meio Ambiente estão iniciando a execução do código de postura do município em relação ao nivelamento e padronização das calçadas em Imperatriz, que gera muita reclamação por parte de pessoas com deficiência (cadeirantes) e até de pessoas sem deficiência, visto que há muita irregularidade nas calçadas da cidade. A princípio, o projeto inicialmente contemplará apenas o centro da cidade e posteriormente os bairros.
Regularmente é feita na cidade a renovação das pinturas das faixas de pedestres, dos meios-fios nas calçadas, e pequenas obras nos cruzamentos de ruas para o melhor escoamento da água da chuva, evitando alagamentos, que são problemas constantes no município.

## Administração
O poder político em Imperatriz é representado pelo prefeito, vice-prefeito e secretários municipais. Para o prefeito criar alguma lei, é preciso a aprovação do Poder Legislativo, sendo este composto pela Câmara dos Vereadores. A gestão do prefeito torna-se mais fácil quando recebe apoio dos vereadores. São símbolos oficiais do município o brasão, a bandeira e o hino.

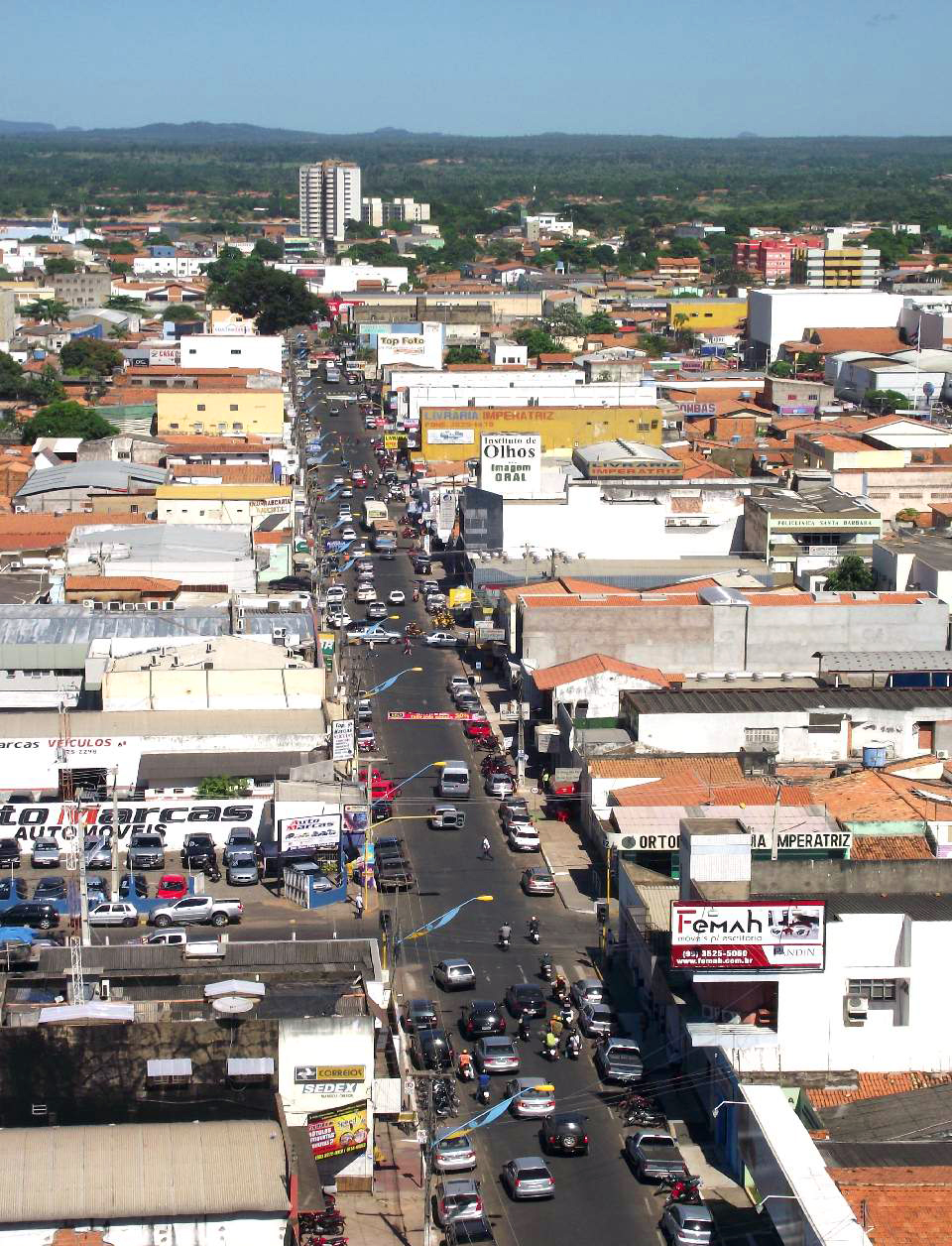
Avenida Dorgival Pinheiro, região central de Imperatriz.

Imperatriz conta com o segundo maior colégio eleitoral do estado do Maranhão. Seu eleitorado total é de 149.541 mil eleitores. Pertence a Comarca de Imperatriz.

### Poderes
Legislativo
O poder legislativo em Imperatriz é representado pela Câmara de Vereadores, que são responsáveis pela apreciação e aprovação de leis municipais além da realização de audiências públicas. O município é representado por um total de 21 vereadores.
Executivo
Ver também: Categoria:Prefeitos de Imperatriz (Maranhão)
O Poder Executivo do município de Imperatriz é representado pelo prefeito, vice-prefeito e secretários municipais, seguindo o modelo proposto pela Constituição Federal.
A prefeitura, atualmente (ou seja, durante a administração de Sebastião Madeira), é composta por 15 secretarias, que seguem: Secretaria da Fazenda e Gestão Orçamentária; Secretaria da Mulher; Secretaria de Administração e Modernização; Secretaria de Agricultura, Abastecimento e Produção; Secretaria de Comunicação; Secretaria de Desenvolvimento Econômico; Secretaria de Desenvolvimento Social; Secretaria de Educação, Esporte e Lazer; Secretaria de Governo e Projetos Estratégicos; Secretaria de Infraestrutura, Transporte e Serviço Público; Secretaria de Juventude; Secretaria de Planejamento Urbano e Meio Ambiente; Secretaria de Saúde; Secretaria de Trânsito. Existe também uma secretaria especial que cuida dos assuntos ligados a cultura, que é a Fundação Cultural de Imperatriz. As superintendências do município são: Superintendência de Tecnologia da Informação (STI); Superintendência de Turismo (SUTUR) e  Superintendência de Desportos e Lazer (SUDEL). A  Assessoria Jurídica de Imperatriz (AJIMP); Controladoria Geral do Município (CGM); Procuradoria Geral do Município (PGM); Ouvidoria Geral do Município (OGM); Comissão Permanente de Licitação (CPL); Cerimonial Municipal de imperatriz e Patrimônio Municipal de imperatriz são órgãos ligados à prefeitura que auxiliam na gestão do município.
Judiciário

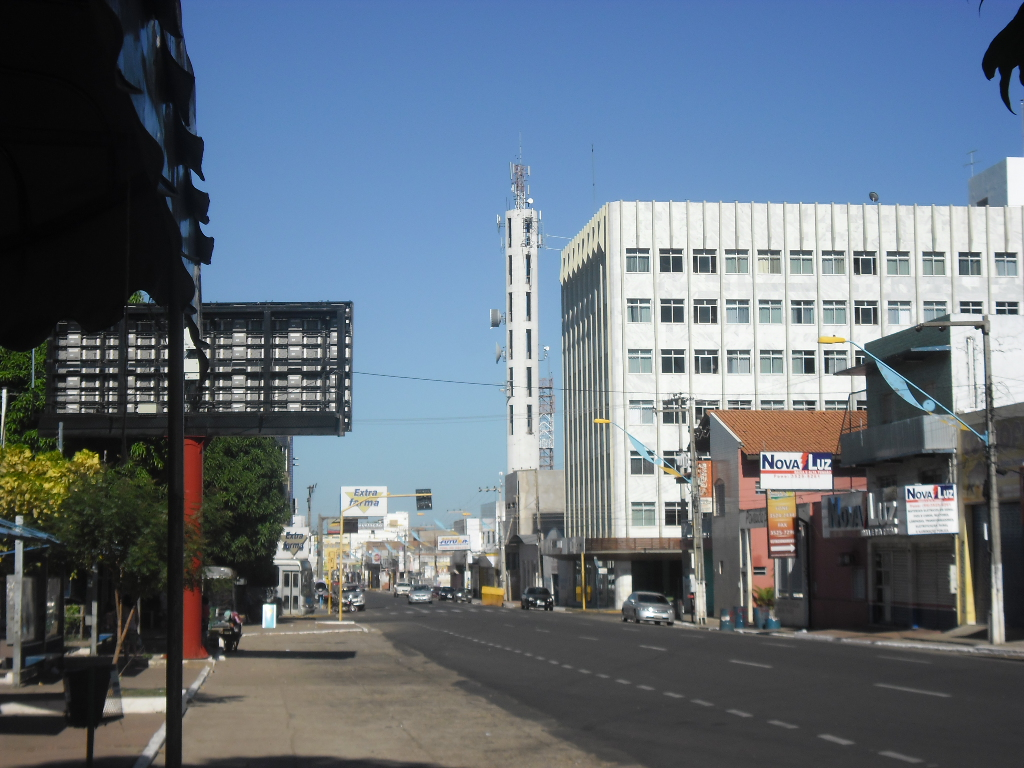
Avenida Getúlio Vargas próxima à Praça Brasil, centro de Imperatriz.

Imperatriz conta com vários órgãos do Poder Judiciário Estadual (Tribunal e Justiça do Estado). Imperatriz conta com a Subseção Judiciária de Imperatriz (TRF 1ª Região), Juizado Especial Federal (Adjunto da Subseção Judiciária de Imperatriz), Juizados Especiais Cíveis, Juizados Especiais Criminais, Promotoria de Justiça da Comarca de Imperatriz, Defensoria Pública da Comarca de Imperatriz, Procuradoria da República no Município de Imperatriz (Ministério público federal) e Juízes de Direito (Fórum Ministro Henrique de La Rocque).
Com relação à Justiça do Trabalho, Imperatriz conta com duas varas do trabalho e um Cejusc  (Centro Judiciário de Métodos Consensuais de Solução de Disputas), localizados no Fórum Manuel Alfredo Martins e Rocha, além de sede própria do Ministério Público do Trabalho (Procuradoria do Trabalho no Município de Imperatriz).

### Procuradoria geral do município
A Procuradoria Geral do Município é o órgão da estrutura organizacional da Prefeitura incumbido de assessorar a Administração Municipal em assuntos de natureza jurídica e de representar o Município judicial e extrajudicialmente em quaisquer situações de que seja parte.
A visão da Procuradoria visa a regularização dos atos administrativos, atualização da legislação municipal, prática de atos administrativos preventivos do patrimônio público, prestação de assessoria consultiva a todas as secretarias e ao gabinete do prefeito visando evitar que atos administrativos sejam contestados, aumento da arrecadação municipal.

### Ouvidoria do município
A Ouvidoria Geral da Prefeitura Municipal de Imperatriz é a instância administrativa responsável por acolher reclamações, elogios, críticas e sugestões dos cidadãos quanto aos serviços e atendimentos prestados, pelo governo municipal, suas secretarias e demais órgão Municipais. Tem como objetivo a integração entre a sociedade e todos os órgãos do município, perseguindo uma melhor qualidade dos serviços públicos, prestados pela prefeitura. Por determinação do atual Prefeito Municipal de Imperatriz, atua também na resolução e mediação de conflitos que envolvem munícipes e servidores.

## Economia

### Trabalho e renda

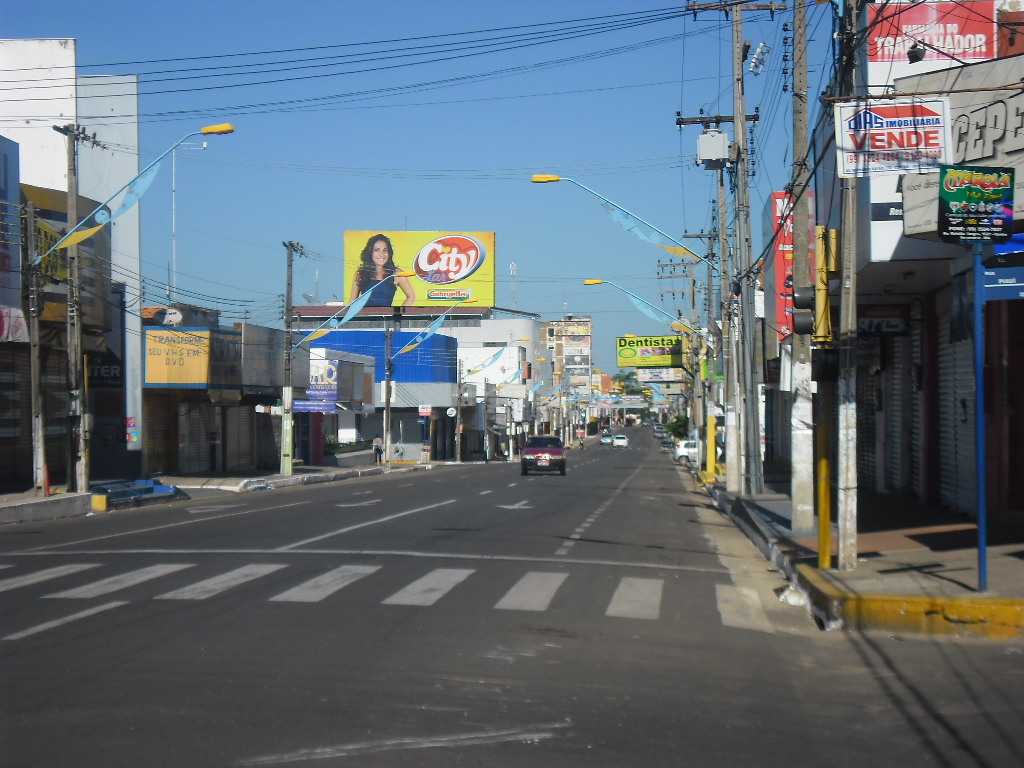
Avenida Getúlio Vargas, a principal da cidade, próxima ao Calçadão.

Como ainda não se sabe a população economicamente ativa (PEA) e o potencial de consumo do Município e sua região, sequer pode-se alegar tecnicamente falta de mercado, descontado o consumidor externo, que passa aqui em razão de turismo de negócios, de eventos ou do ecoturismo. Dum modo geral, a maior parte da mão-de-obra ativa do município é absorvida pelo setor terciário (comércio de mercadorias e prestação de serviços). A construção civil também desempenha papel muito importante na economia local. Segundo o IBGE (Estatísticas do Cadastro Central de Empresas 2007) o município tem 5.468 empresas cadastradas, 37.150 pessoas empregadas, 30.768 pessoas assalariadas, tendo como Salário médio mensal o valor de 1,8 Salários mínimos.
| PIB per capita [2021]                                                                           | 29.592,70 R$        |
| Índice de Desenvolvimento Humano Municipal (IDHM) [2010]                                        | 0,731               |
| Total de receitas brutas realizadas [2023]                                                      | 1.105.937.009,48 R$ |
| Transferências correntes (Percentual em relação às receitas correntes brutas realizadas) [2023] | 79,93 %             |
| Total de despesas brutas empenhadas [2023]                                                      | 1.154.928.621,00 R$ |

Fonte: IBGE
| Salário médio mensal dos trabalhadores formais [2022]                                             | 2,0 salários mínimos |
| Pessoal ocupado [2022]                                                                            | 80.540 pessoas       |
| População ocupada [2022]                                                                          | 29,49 %              |
| Percentual da população com rendimento nominal mensal per capita de até 1/2 salário mínimo [2010] | 37,4 %               |

Fonte: IBGE
O cenário de crescimento atual faz com que a cidade possa ter condições de oferecer mais empregos, mas tem como desafio crescer de forma planejada sem que esse boom se torne uma catástrofe social e tire um dos principais chamarizes para o investimento: a qualidade de vida. Um exemplo otimista pode-se observar nos supermercados populares distribuídos pelos bairros da cidade. Famílias de baixa renda movimentam o comércio local, reflexo do momento de prosperidade da população local. A construção dos novos shoppings centers na cidade deve gerar grandes quantidades de postos de empregos.

### Influência
Imperatriz apresenta-se como entreposto comercial e de serviços, no qual se abastecem mercados locais em um raio de 400 km, e forma com Araguaína-TO, Marabá-PA, Balsas-MA e Açailândia-MA, uma importante província econômica. O município situa-se na área de influência de grandes projetos, como a mineração da Serra dos Carajás (Marabá/Paraupebas), a mineração do igarapé Salobro (Marabá/Paraupebas), a Estrada de Ferro Carajás, a Ferrovia Norte-Sul, as indústrias guzeiras (Açailândia), a indústria de celulose da Suzano Papel e Celulose (Imperatriz), que pela proximidade destes projetos, de algum modo condicionam seu desenvolvimento.

## Ciência e tecnologia

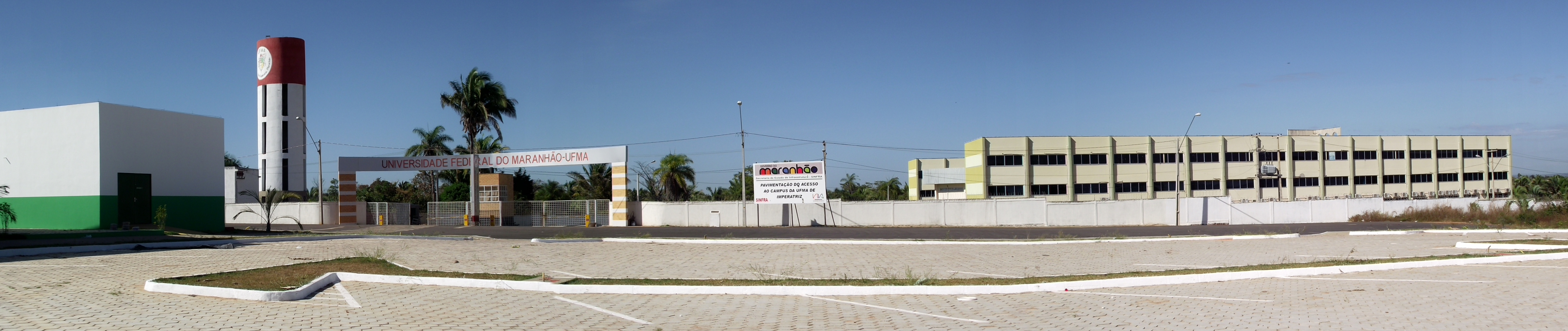
Campus Universitário da Universidade Federal do Maranhão em Imperatriz (MA), bairro Bom Jesus.

Imperatriz vem se tornando conhecida nacional e internacionalmente como um importante centro de produção e difusão de conhecimento científico, um dos motivos é a Universidade Federal do Maranhão - UFMA, Universidade Estadual da Região Tocantina do Maranhão-UEMASUL,  Instituto Estadual de Educação, Ciência e Tecnologia do Maranhão- IEMA e o Instituto Federal de Educação Ciência e Tecnologia do Maranhão - IFMA. Isso fez da cidade uma alternativa para investimentos no país.

### Polo universitário
A cidade de Imperatriz hoje conta com várias Faculdades e Universidades públicas e privadas, dentre elas destacam-se a Universidade Federal do Maranhão - UFMA (Campus Centro e Bom Jesus), Universidade Estadual da Região Tocantina do Maranhão  - UEMASUL, Instituto Federal do Maranhão - IFMA, Centro Universitário do Maranhão - CEUMA, Unidade de Ensino Superior do Sul do Maranhão - UNISULMA, Faculdade de Educação Santa Teresinha - FEST, Faculdade Pitágoras, Universidade Ceuma, Faculdade de Imperatriz - DeVry Facimp.
Dentre as universidades públicas destacam-se a Universidade Federal do Maranhão e a Universidade Estadual da Região Tocantina do Maranhão, sendo que a federal já atua na cidade Imperatriz desde a década de 80. Os primeiros cursos a entrarem em funcionamento no campus foram Direito e Pedagogia, implantados no ano de 1980, por meio da política de expansão e interiorização da Universidade. O campus de Imperatriz da UFMA foi elevado à condição de Unidade Acadêmica em 2 de dezembro de 2005, de acordo com a Resolução nº 83,do Conselho Superior Universitário (Consun), denominando-se a partir de então de Centro de Ciências Sociais, Saúde e Tecnologia (CCSST).
	A Unidade também conta com um Campus Avançado, que abriga os cursos da área de Ciências, Saúde e Tecnologia. O novo prédio, situado no bairro Bom Jesus, dispõe de laboratórios, salas de aula e biblioteca direcionados para atender as demandas dos cursos de Enfermagem, Engenharia de Alimentos, Ciências Naturais e Medicina.
	Quanto à universidade estadual, tornou-se a primeira universidade do interior do Maranhão e foi instituída pelo governador Flávio Dino no dia 1 de novembro de 2016, substituindo a antiga Universidade Estadual do Maranhão - UEMA, atendendo a uma reivindicação da comunidade acadêmica. A luta por autonomia administrativa e pela regionalização do ensino superior no Maranhão era de mais três décadas.
	Dentre as faculdades particulares a pioneira DeVry Facimp, iniciou suas atividades acadêmicas no ano de 2001 em Imperatriz. Atualmente, há cerca de 2.000 alunos, 10 cursos de graduação, dentre eles: Odontologia, Direito, Farmácia e Enfermagem. A faculdade possui 85 mil metros quadrados, e conta com os prédios da Clínica Escola de Odontologia, Laboratório de Análises Clínicas, Ambulatório de Saúde e do Núcleo de Práticas Jurídicas. A partir de junho de 2016, passou a integrar a DeVry Brasil, dentro do projeto de expansão do grupo no interior dos estados brasileiros. Destaca-se ainda a Unidade de Ensino Superior do Sul do Maranhão – UNISULMA, fundada em 2004, oferece sete cursos de graduação, nas mais diversas áreas do conhecimento humano, todos voltados aos interesses e às necessidades regionais. São mais de dois mil alunos e duzentos colaboradores que integram a Instituição.
Dentre essas, vale ressaltar a existência de Polos de Universidades de Ensino a distância (EAD), que oferecem uma vasta gama de cursos, dentre todas as áreas do saber, destacando-se a Universidade Metodista, Faculdade Damásio, Damásio Educacional, Instituto Luis Flavio Gomes - LFG, Centro de Ensino Renato Saraiva - CERS, Mege Estudos Jurídicos, Instituto Superior de Aprendizagem Multidisciplinar - ISAM, Fundação Getúlio Vargas - FGV e muitas outras.

### O pioneiro
O imperatrizense Josué Bezerra que adotou a cidadania israelense e o nome Yehoshua Maor é um exemplos de cientistas imperatrizenses que ganhou destaque e reconhecimento internacional. Yehoshua é farmacêutico-bioquímico com doutorado (Ph. D.) em Química Médica e Terapêutica Experimental, na área de Biologia Molecular de canabinóides. Trabalha em parceria com o professor Raphael Mechoulam, o primeiro cientista no mundo que isolou o princípio ativo da planta Cannabis sativa L. Através de seus experimentos, Yehoshua Maor conseguiu controlar a pressão arterial de ratos usando uma versão sintética alterada do canabigerol, uma outra molécula que a planta Cannabis sativa produz. O experimento obteve êxito sem causar os efeitos psicotrópicos provenientes da maconha.

### Projetos científicos

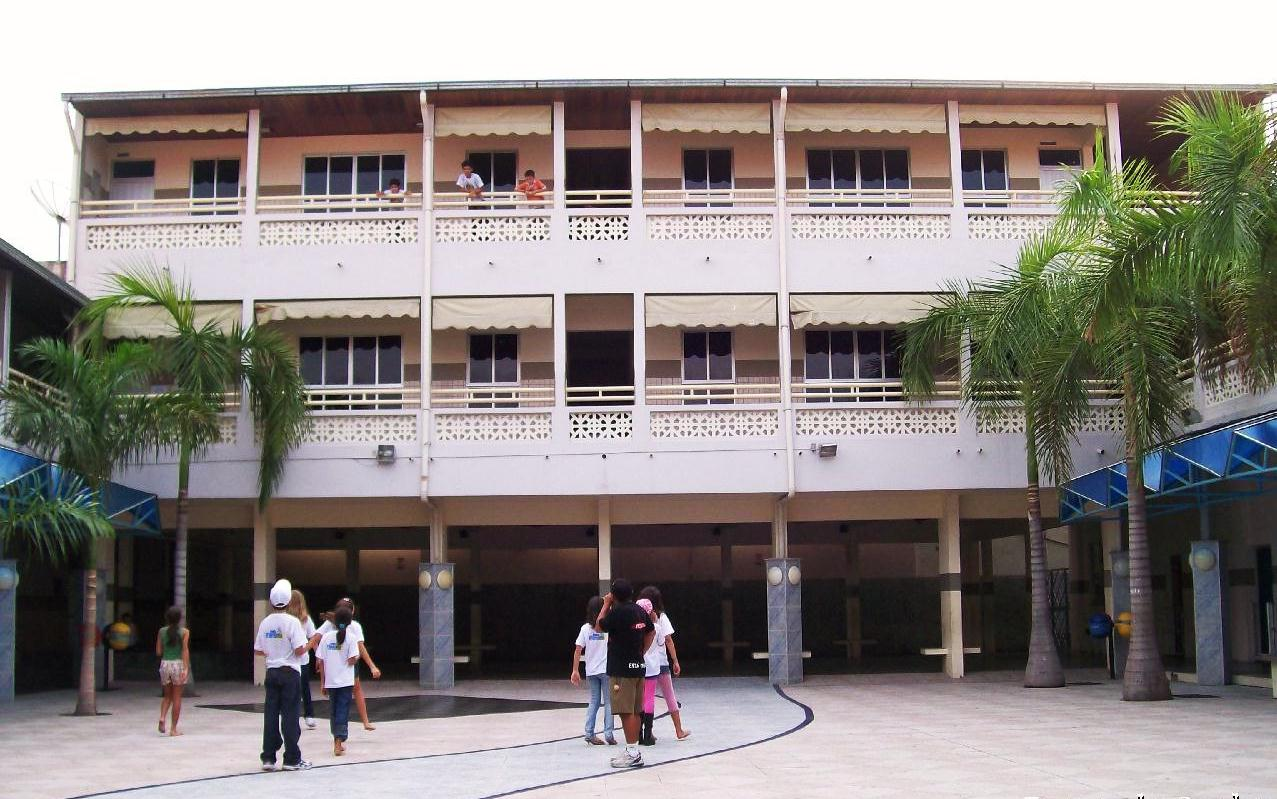
Pátio interno da Escola Santa Teresinha em Imperatriz Maranhão.

Embora a história que ligue Imperatriz à tecnologia seja bem recente, surgiam a cada dia novos nomes e até novos eventos ligados à área científica e tecnológica em Imperatriz, como por exemplo, a Feira de Ciências do Sul do Maranhão (FECITEC) e as participações de alunos imperatrizenses na Feira Brasileira de Ciências e Engenharia (FEBRACE), Mostra Internacional de Ciência e Tecnologia (MOSTRATEC), International Movement for Science & Technology in Leisure Time (MILSET) e Intel International Science and Engineering Fair (Intel ISEF), a maior feira de ciências e engenharia do mundo, destinada para jovens pesquisadores e realizada anualmente nos EUA. A primeira participação de Imperatriz na Intel ISEF, foi em 2007, ano em que o evento foi realizado em Indianápolis, Indiana, EUA. De 2009 a 2012 Imperatriz teve sempre representantes nesse evento, sendo que em 2011 a cidade foi representada por dois projetos, feito inédito até então, evento realizado nesse ano em Los Angeles, Califórnia, EUA.
Em 2007 foi criado o Núcleo de Divulgação Científica da Região Tocantina. Um grupo formado por educadores de diferentes instituições com o objetivo de difundir ciência e tecnologia na região tocantina. No mesmo ano a primeira edição da Feira de Ciências do Sul do Maranhão (FECITEC) credenciou projetos para FEBRACE, MILSET e MOSTRATEC.
Em 2011, a FECITEC em sua 5° edição, vai receber aproximadamente 150 projetos vindos de todo o Brasil e da América do Sul, consolidando-se como um dos maiores eventos científicos do Nordeste.

### Manipulação de medicamentos naturais
Outro imperatrizense a receber reconhecimento nacional e internacional por seus experimentos foi o químico toxicologista e professor da Universidade Estadual do Maranhão (UEMA - Campus de Imperatriz) e da Unidade de Ensino Superior do Sul do Maranhão (Unisulma), Antonio Augusto Frazão, que criou uma pomada desenvolvida a partir da fruta graviola, usada para cicatrizar feridas causadas pelo câncer de pele e diabetes, registrada pela Agência Nacional de Vigilância Sanitária, agora obtendo o reconhecimento internacional no combate à anemia ferropriva por meio da tintura hidro-alcoólica extraída dos resíduos do Açaí, uma fruta cultivada em abundância na Região Norte, com influência no sudoeste maranhense. Frazão foi o orientador do trabalho sobre a reabilitação de pacientes com a anemia ferropriva selecionado para participar da XV Conferência Internacional de Jovens Cientistas realizada na cidade de Chernivtsi na Ucrânia. O experimento de Frazão ficou entre os dez melhores do país, e foi eleito o quarto melhor experimento do mundo na conferência.
A pesquisa apresentada na Ucrânia é fruto da parceria com os estudantes do ensino médio, exigência da Conferência Internacional destinada à jovens cientistas. O professor como orientador desenvolve o trabalho com os estudantes há três anos e antes de participar de um evento fora do país, foi apresentado em São Paulo e no Rio Grande do Sul. Em 2009, o trabalho a partir da tintura hidro-alcoólica do açaí, foi credenciado para participar de congressos na Polônia e na Indonésia. O trabalho apresentado na Conferência Internacional foi eleito o quarto melhor experimento do mundo, no evento que reuniu mais de cento e vinte países.

## Turismo
Imperatriz consolida-se como destino ao turismo de negócios, de eventos, de lazer e ecoturismo. Imperatriz é a principal porta de entrada e o mais seguro ponto de apoio para a região turística estadual classificada como "Polo das Águas, Cachoeiras e Chapadas".[carece de fontes?] A par disso, cumpre atentar-se ao caráter estratégico de Imperatriz como cidade polarizadora de uma vasta região, de geografia interestadual, abrangendo, além do sudoeste do Maranhão e norte do Tocantins.[carece de fontes?] É um extenso e amplo espaço já avalizado pela população como área de lazer, cultura, exercício físico (cooper, caminhadas) e, à noite, bares e restaurantes, com comidas típicas.[carece de fontes?]

### Turismo local
Um dos mais modernos Parques Aquáticos do Maranhão está em Imperatriz. O Freitas Parque Aquático localizado as margens da BR-010 próximo ao Parque de exposições com quase cinco anos de fundação e um público variado, hoje com mais de 30.000 sócios. Há também diversas pousadas às margens do Rio Tocantins, e diversos clubes recreativos. No período de veraneio surgem as praias no Rio Tocantins, que contam com uma grande estrutura de limpeza, segurança (em terra e água), iluminação, palco e quadras de areia.
Há também diversas casas noturnas, boates, casas de shows, barzinhos, restaurantes de comidas típicas (Chinesa, Japonesa e Italiana) além da cozinha contemporânea e de pratos finos. As principais casas de shows são a AABB (Associação Atlética Banco do Brasil) e a Arena de Shows do Parque de Exposições. Além desses, tem diversas churrascarias, pizzarias, lanchonetes, sorveterias e vários outros estabelecimentos relacionados a gastronomia. 
Também possui o Centro de Pesquisa em Arqueologia e História Timbira, vinculado à UEMASUL, e que busca preservar as culturas material e imaterial da região do sul do Maranhão. 
Atualmente em Imperatriz existem 3 Shoppings em funcionamento (Timbira Shopping, Imperial Shopping e Tocantins Shopping), com 2 pavimentos, 107 lojas e estacionamento subterrâneo. Está previsto também o início das obras de construção do Shopping Popular de Imperatriz, localizado no centro da cidade, com 90 lojas.

### Turismo contemplativo
No Sul do Maranhão e próximo a Imperatriz destacam-se a Cachoeira das Três Marias, Cachoeira do Macapá, Parque Ecológico Santa Luzia e o Parque Nacional da Chapada das Mesas. No lazer destaca-se a descida de boia do Rio Balsas, Beira Rio, Ponte de Madeira do Rio Balsas, Ponte de Madeira do Rio Maravilha.

### Turismo aquático
Na cidade, além dos clubes e parques aquáticos, existem as praias no período de veraneio, e também diversas ilhas e pousadas ao longo do Rio Tocantins. Há também vários banhos (balneários populares) como o porão há 42 km de Imperatriz, e chama-se rio campo alegre lugar extraordinário para desfrutar com a família, experimentar-se a galinha caipira e desfrutar de um banho frio nas águas do rio Campo Alegre. Além desse há o Túnel do riacho Bananal embaixo da ferrovia a 23 km do centro de Imperatriz, a praia do setor agrícola, o bananal, a avenida Beira Rio que forma com o Rio Tocantins (que ela margeia), um dos principais cartões de visita de Imperatriz.

### Turismo de eventos
Em relação ao turismo de eventos, Imperatriz é dotada de um centro de convenções multiuso (para congressos, seminários, ciclos de palestras e conferências, feiras e exposições multissetoriais, treinamento de mão-de-obra etc).
Os principais eventos que acontecem na cidade são: Exposição Agropecuária de Imperatriz (EXPOIMP); Feira da Indústria e Comércio de Imperatriz (FECOIMP); Levada Elétrica (Micareta); Carnaitz (Micareta); Maranhão Forró Fest (Festival de Forró); Encontro de Estudantes de Direito da Região Tocantina (Seminário - Participação de grandes Juristas e Personalidades como o Professor Doutor Luís Flavio Gomes e o Senadores Cristovam Buarque e Demóstenes Torres); Salão do Livro de Imperatriz - SALIMP Feira de Ciência e Tecnologia - Sul do Maranhão que em 2009 reuniu trabalhos científicos de alunos vindos de sete estados (Maranhão, Pará, Ceará, Tocantins, Pernambuco, Rio de Janeiro e Rio Grande do Sul).

### Hotelaria
Em Imperatriz existem diversos hotéis de até 4 estrelas, os principais são: Residence Hotel Imperatriz, Alcazar Palace Hotel, New Anápolis Hotel, Advance Palace Hotel, Hotel Posseidom, Hotel São Luís, Hotel Presidente e Schalon Hotel. Além do serviço de hotelaria, Imperatriz oferece um ótimo serviço de aluguel de automóveis, contando com 6 locadoras e 23 concessionárias de veículos, motos e caminhões das principais marcas. Há também o serviço de táxi aéreo.

## Infraestrutura

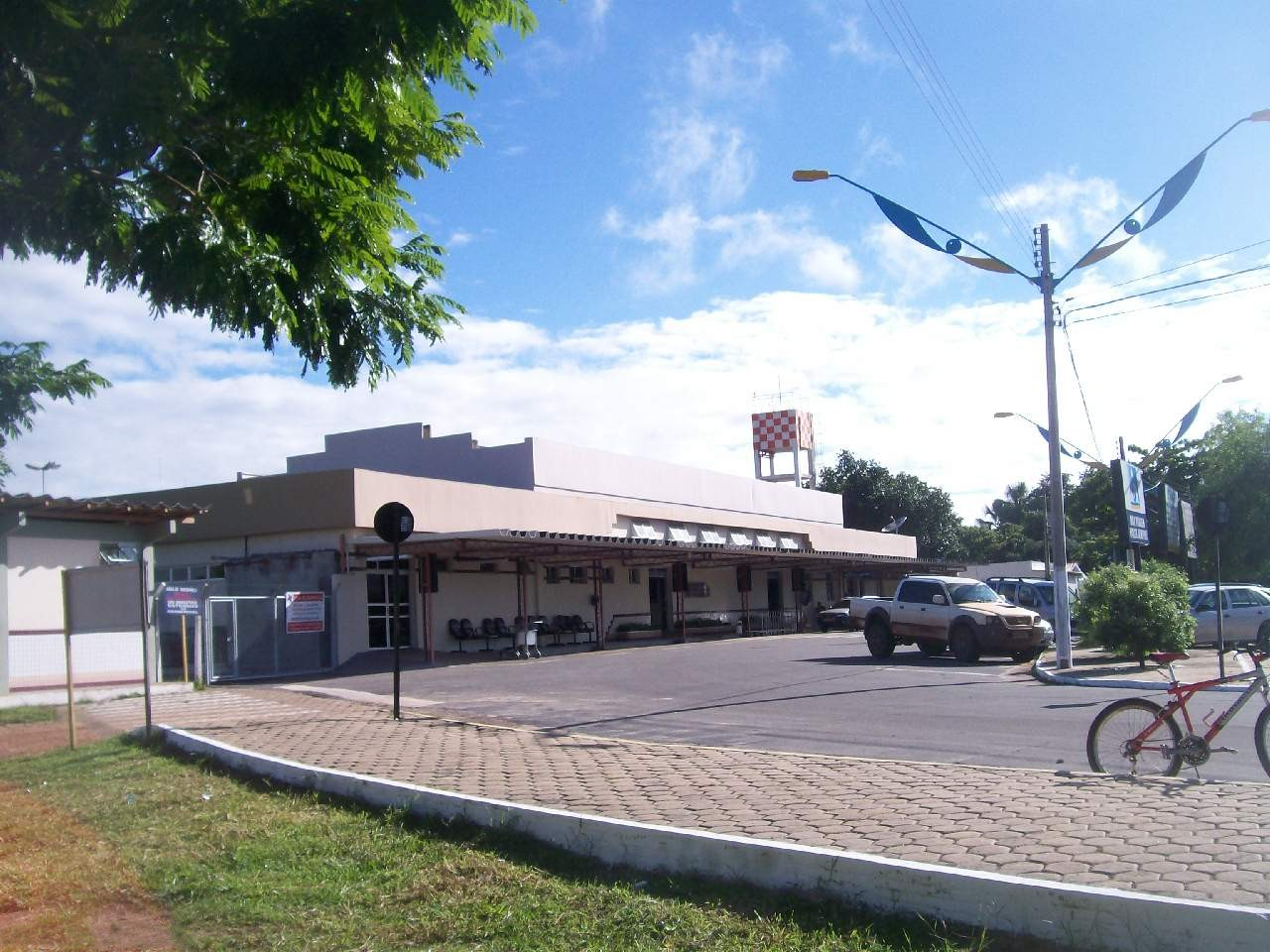
Aeroporto Renato Cortez Moreira.

Dispõe de variados serviços (restaurantes, padarias, confeitarias, bancos, financeiras, órgãos públicos federais, estaduais e municipais, clubes, hotéis, pousadas etc.) que apoiam a população dum modo geral. Além de excelentes meios de acesso, visto que Imperatriz é cognominada "Metrópole da Integração Nacional", pela estrutura das vias de acesso, que se dão por meio rodoviário; ferroviários; hidroviário e aeroviário.
O Aeroporto de Imperatriz Renato Cortez Moreira é nacional, tem pista de 1798m e é administrado pela Infraero.
Na educação, a cidade dispõe duma ampla rede de ensino desde o pré-escolar até ao ensino superior e profissional, sendo compartilhada pela rede pública e particular de ensino, que contemplam a cidade com instituições de ensino de excelente nível. Também conta com um ótimo sistema de comunicação, que vão desde as emissoras locais de televisão, rádio até aos serviços de telefonia móvel, fixa e de internet banda larga.
Imperatriz conta também com um eficiente sistema de abastecimento de energia, através da Subestação da Eletronorte instalada no Distrito Industrial do Município e além de estar bastante próxima das Hidrelétrica de Estreito e de serra quebrada. Também conta com sistema de coleta seletiva de lixo, feita por caminhões compactadores que atendem a 80% da área do município com o seu destino final adequado. Há também coleta de lixo hospitalar,de embalagens de agrotóxicos e de produtos recicláveis.
O Bairro do Mercadinho compara-se a um CEASA (centro de abastecimento) da cidade, pois é o maior centro de abastecimento de alimentos, verduras e frutas da cidade. É uma espécie de Central de Abastecimento, onde encontra-se de tudo, desde frutas e verduras a todos os tipos de alimentos. Além disso,Também é onde se encontram as distribuidoras atacadistas que abastecem o comércio dos municípios vizinhos.
Além disso, o município conta com uma moderna rodoviária (construída através de parceria entre governo do estado e prefeitura de Imperatriz), em substituição da antiga que sofria com problemas estruturais e de logística, sendo transferida para uma nova localização (se encontrando agora na Rod. Br-010 , s/n , Centro), desafogando o conturbado trânsito  da cidade, dando total liberdade aos ônibus transitarem livremente.

### Saúde
Na saúde, conta com o Hospital Macrorregional Ruth Noleto, de média e alta complexidade, estadual, especializado em clínica médica, cirurgia geral, cirurgia oncológica, terapia intensiva adulto, fisioterapia, fonoaudiologia, serviço social, psicologia, farmácia clínica, serviço de nutrição e dietética.
Hospital Regional Materno Infantil (HRMI) - Hospital  Maternidade , o anexo onde funciona a Casa da Gestante, Bebê e Puérpera Dra. Eimar de Andrade Mel. 
Hospital Municipal de Imperatriz (Socorrão), 
Hospital Municipal Infantil (Socorrinho), dentre outros.
Unidade de Pronto Atendimento - UPA da Bernado Sayão. (Estadual)
Unidade de Pronto Atendimento - UPA do São José. (Municipal)
| Mortalidade Infantil [2022]              | 14,36 óbitos por mil nascidos vivos     |
| Internações por diarreia pelo SUS [2022] | 88,6 internações por 100 mil habitantes |
| Estabelecimentos de Saúde SUS [2009]     | 102 estabelecimentos                    |

Fonte: IBGE

## Cultura
A cultura em Imperatriz é marcada pela diversidade de costumes, música e gastronomia e reflete traços culturais singulares devido a herança deixada pelos nativos e diversas raças, desde a europeia, libanesa até a africana, e pelos migrantes oriundos de outros Estados que se radicaram nessa cidade.

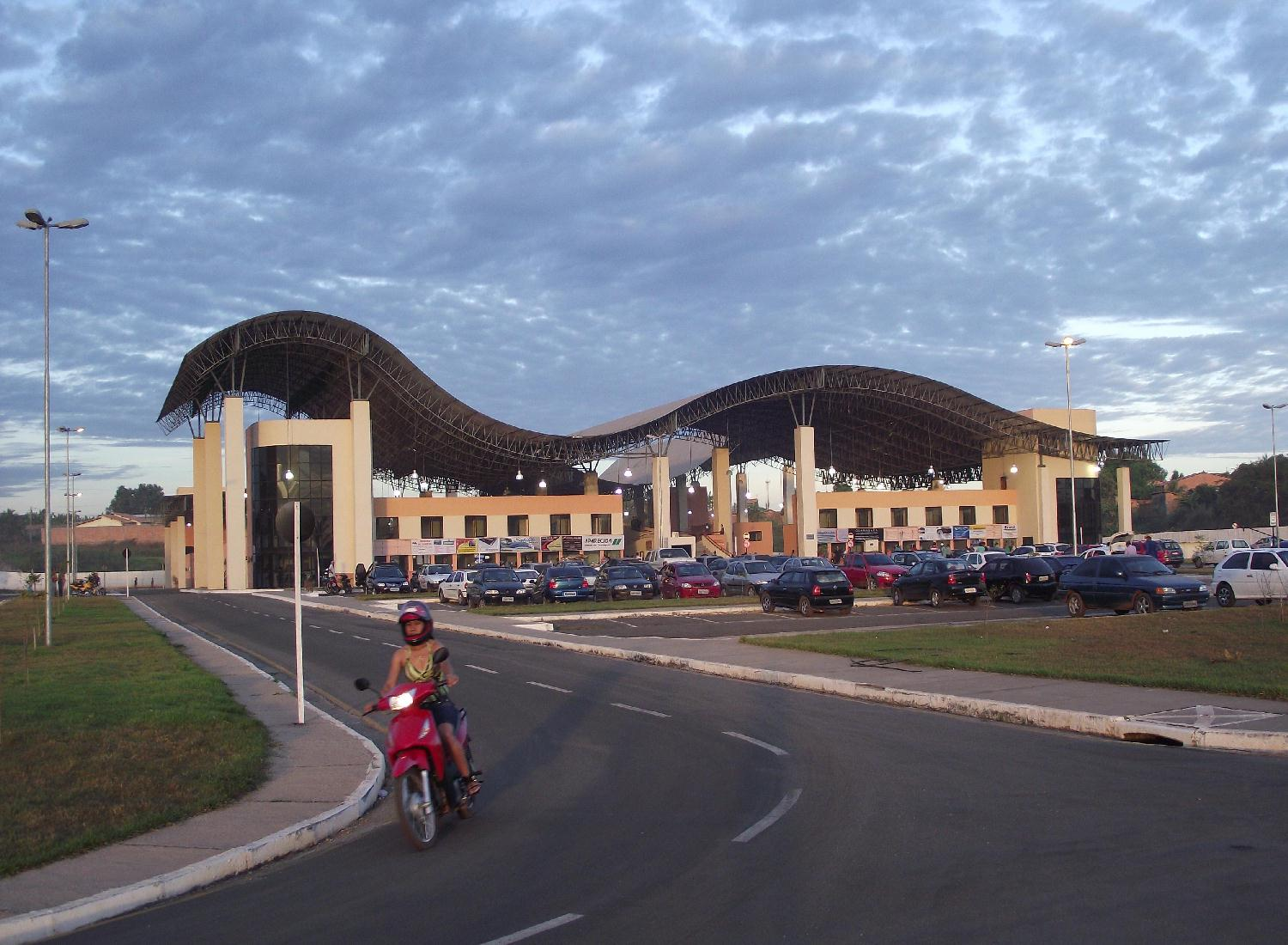
Terminal Rodoviário Governador Jackson Lago.

### Cultura popular
Produtos regionais
O artesanato indígena, principalmente o krikati, é muito comum na cidade. Na produção indígena destacam-se a cerâmica, adornos, objetos em palha, barro e tecelagem. Também se destacam o artesanato rural como arreio, berrante e agroprodutos. Em prédios públicos como a Casa do Artesão há disponíveis várias opções. Há também a Praça de Fátima, onde são comercializado trabalhos manuais.
Costumes
Diferente da capital do estado, os costumes em Imperatriz são a soma de povos que se assentaram na região, vindos de vários cantos do país, mais principalmente da Centro-Oeste, Região Sudeste e Norte do Brasil, além de imigrantes de outros países que vão de japoneses até libaneses, transformando a cidade em um rico encontro de tradições, crenças e costumes.
Influência
Imperatriz fica próximo a uma reserva indígena, situada mais precisamente no município de Grajaú que concentra uma grande comunidade indígena. Desbravada por bandeirantes, Imperatriz acolheu diversos imigrantes, além de brasileiros de vários estados. Ainda partilha um pouco da cultura do estado em que está inserido, o Maranhão. No município é grande a interação com a zona rural. Quem mora na zona urbana se desloca muito à zona rural, ocorrendo também o contrário. A influencia que o campo exerce na cidade é grande e percebe-se através dos alimentos. Entre os costumes mais fortes da cultura local encontram-se eventos como a exposição agropecuária local.
Música
Na música regional e local destacam-se os seguintes gêneros como o forró, sertanejo, música eletrônica, roque, pop, axé, brega, calypso e tecnobrega (influências de povos de outros estados).
Culinária
Imperatriz é um município multicultural, reflexo do fluxo migratório iniciado com a construção da Rodovia Belém Brasília (BR 010). A miscigenação da cultura também esta presente na gastronomia. Além disso, a cidade tem-se destacado por possuir pontos de compra de comida, com opções variadas, em 24h a qualquer dia da semana, com preços acessíveis. Na cidade os restaurantes incorporaram ao cardápio local receitas desenvolvidas com produtos regionais. Um exemplo é o baião de dois, arroz de cuxá, além de bolos e doces locais. Também se destaca o churrasco de carne bovina com mandioca. Os peixes também têm sua importância gastronômica, sendo muito comum o pacu, dourado, pintado e tambaqui. Pratos que também são comuns são os feitos com pequi, como arroz ou galinha com pequi, além da panelada, comida regional muito comum na região, encontrada em muitos pontos da cidade.
Dentre os citados, destaca-se a tradicional panelada, vendida em ambiente onde se comercializa comida caseira e nas tradicionais barracas localizadas na Avenida Bernardo Sayão, ocupando o espaço popularmente conhecido como as “Quatro Bocas”. Além da panelada, pode-se consumir galinha caipira, assado de panela, chambari, bode, sarapatel e cozidão.
Acompanhada de farinha, arroz, pimenta e limão; o principal prato servido nas “Quatro Bocas” é a panelada; feita das tripas, do estômago e dos pés do boi. Mais que uma excentricidade típica, o prato tornou-se famoso por estar disponível à venda 24h e, ao contrário do que se pode imaginar, o fluxo de consumidores aumenta durante a noite e a madrugada.
A população do município conta também com os restaurantes que servem carne de sol onde se localizava a antiga rodoviária de Imperatriz nas proximidades da Rodovia BR 010, com funcionamento 24h por dia. O prato é tipicamente nordestino e vem acompanhado de arroz, salada verde, feijão, salada de maionese e macarrão. Em outros estados, também é conhecida como “carne de vento” ou “carne do sertão”.
Neste caminho, Imperatriz há recebido também investidores interessados em comercializar produtos e serviços gastronômicos até mesmo de fora do país; com sanduíches de franquias norte-americanas, sanduíches feitos de pão sírio, salgados de origem árabe e cantinas com massas de receitas italianas. Reforçando a ideia de que o município é multicultural também na gastronomia. 
Eventos culturais e de negócios
Em Imperatriz os principais eventos culturais e de negócios são:

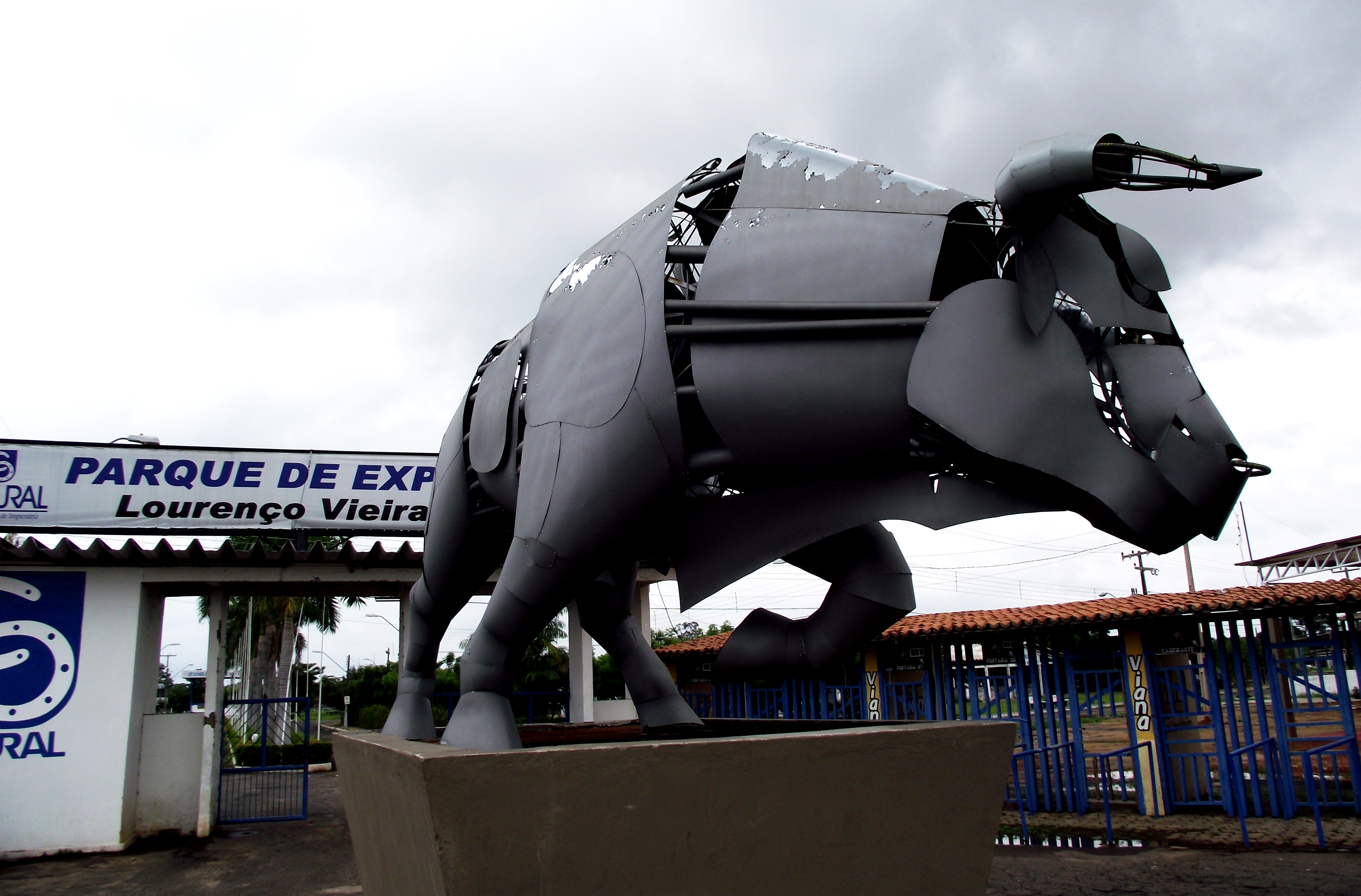
Touro Metalizado. Estátua em frente ao Parque de Exposições Lourenço Viera da Silva, Imperatriz (Maranhão).

- Cavalgada e Exposição Agropecuária de Imperatriz (EXPOIMP);
- Carnaval da Gente (Concurso de Blocos de Rua);
- Concurso de Marchinhas Carnavalescas;
- Solenidade de Corpus Christi
- TERREMO ROCK FEST (Rock Gospel)
- Maranhão Forró Fest (Festival de Forró);
- Hell Rock Festival, Metal Chaos, Sonora, Rock-me Please! (Festivais de rock);
- Encontro de motociclistas - Imperatriz ( MOTOIMP)
- Encontro Nacional de Som Automotivo;
- Jogos de Verão;
- Cacal Pop/Rock;
- Feira de Móveis (MOVELNORTE);[39]
- Feira do Comércio e Indústria de Imperatriz (FECOIMP);
- Expofestas (Feira de Eventos);
- Salão do Livro de Imperatriz (SALIMP);
- Arraiá do povo festeiro, Arraiá da Mira (Festas Juninas);
- Feira de Ciência e Tecnologia - Sul do Maranhão (FECITEC);
- Festejos de Nossa Senhora de Fátima;
- Festejos de Santa Teresa D'Avila;
- Festival da Música de Imperatriz (FMI);
- Impera Folia

Além destes, também existem diversos eventos de caráter religioso na cidade, como procissões, quermesses, festejos e encontros. Há também as comemorações nacionais e locais, como o aniversário da cidade.

### Grupos culturais e musicais

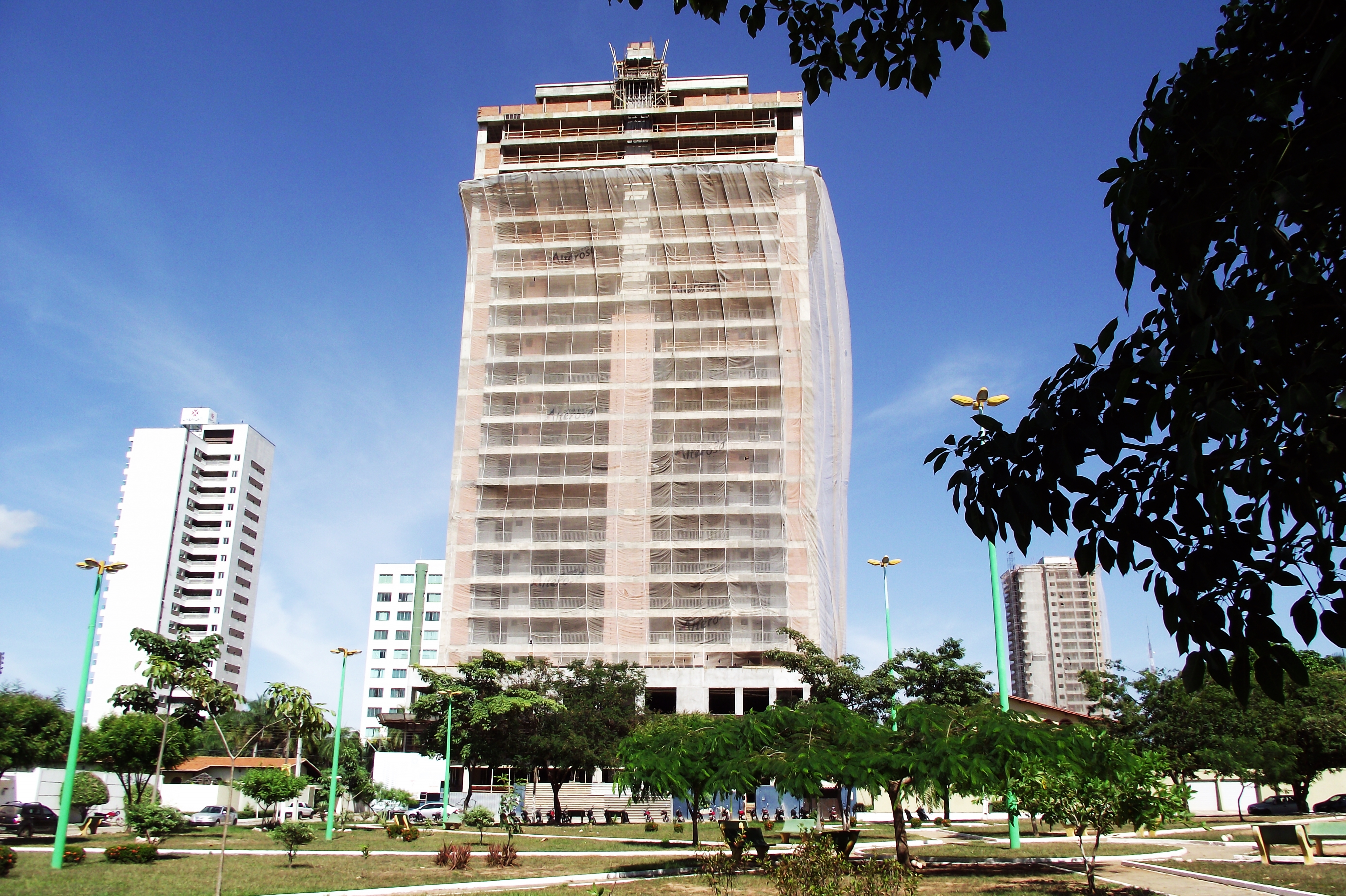
Praça Pedro Américo, bairro Três Poderes em Imperatriz (Maranhão).

Imperatriz possui grupos de teatro e até de cinema experimentais que trabalham de maneiras alternativas. Também existem diversas bandas de diversos ritmos musicais e corais.
Cena musical
A música em Imperatriz é  bem rica em músicos, de vários estilos, por exemplo metal, rock, Também a música popular brasileira (MPB) e o rock and roll tem suas devidas importâncias. Há também muitos adeptos da música eletrônica e o movimento que vem ganhando inúmeros eventos ao longo de cada ano em Imperatriz.

### Espaços de cultura e exposição
Os espaços para exposição de movimentos culturais são o Teatro Ferreira Gullar, a Casa do Artesão, a Academia Imperatrizense de Letras, o Centro de Convenções de Imperatriz, a Praça de Fátima, a Praça da Cultura Renato Cortez Moreira, Praça Pedro Américo, a Avenida Beira Rio entre outros.

### Cinemas
Isolada geograficamente, Imperatriz abre-se ao Brasil exponencialmente em 1958 com a construção da Rodovia Belém-Brasília. A Enciclopédia de Imperatriz (2002), explica que esse passo rumo ao desenvolvimento, fez com que chegasse a Imperatriz a primeira expressão da sétima arte, o cinema. Assim, no final da década de 1950 é inaugurado o Cinema Muiraquitã.
O ambiente, fundado pelo comerciante e político Manoel Soares, tinha como responsável técnico Mustafá Chariffe e englobava também um bar e uma lanchonete que tiveram maior atenção com a importação e exportação de produtos, deixando de lado os cuidados com a sala de cinema. Assim, em 1965, Lourenço Souza,  popularmente conhecido como sr. Léo, aluga o espaço e reabre o cinema que fecharia mais tarde em 1972. Sem empresas de rádio e televisão, o cinema levava cultura e informações para pouco mais de 100 pessoas que comportava em cada sessão.
Em 1974, o cinema volta com um novo projeto elevando-o ao status de glamour, funcionando no prédio que atualmente é sede da Igreja Mundial do Poder de Deus. Repaginado, o cinema recebe o nome de “Cine Fides”, homenageando a filha de Lourenço Souza. Nesse espaço temporal, o cinema realiza também ações itinerantes com exibições que chegaram até Açailândia.
Com o advento de novas tecnologias e com a economia mais desenvolvida e competitiva, o cinema fecha suas portas no final da década de 1980. Nos anos 2000, a cidade recebe um novo cinema mais moderno e que ganha espaço entre os jovens e torna-se, inclusive, ponto de encontro aos finais de semana, o Cine Timbira. Localizado no Timbira Shopping, o primeiro shopping da cidade, o cinema teve anos áureos e perdeu espaço nos últimos anos e fechou as portas quando foi inaugurado novos cinemas nos shoppings Tocantins e Imperial, com tecnologias como imagens em terceira dimensão; o Cine Star e o CineSystem, que somados totalizam em 9 salas, sendo 3 exibindo filmes no formato 3D (tridimensional).

### Vida noturna
Imperatriz possui diversão para os mais diversos públicos e sua vida noturna é muito rica e movimentada, tendo várias opções para sair na cidade, especialmente aos fins de semana.
Para o calor do fim da tarde há vários bares espalhados pela cidade, um para cada tipo de gosto, especialmente regional. Mas há baladas variadas também: boates, shows e festas temáticas. A noite vem crescendo cada vez mais com a inauguração de novos bares e casas noturnas. Há ainda os restaurantes e vários destes servem variados tipos de comida, possuindo também a opção de rodízios, principalmente nas pizzarias, cantinas de massas. Na cidade há vários estabelecimentos que vão de bares, choperias, lanchonetes até restaurantes de comidas estrangeiras.

### Literatura
Entidades
A Academia Imperatrizense de Letras (AIL) é atualmente uma das entidades culturais de maior prestígio no estado. Reunindo literatos e intelectuais de várias cidades da região, a AIL tem se destacado como fomentadora da literatura regional. Seus membros são responsáveis por aproximadamente 70% de toda a publicação editada hoje nessa parte do estado. Estatutariamente, a AIL tem 40 cadeiras. Em 2010, segundo o Sindicato dos Editores de Livros, a cidade de Imperatriz é a que mais produz livros no Maranhão, apesar de não dispor de grandes livrarias.

### Folclore
No folclore o Lindô, e as quadrilhas juninas são as mais importantes manifestações. De origem espanhola, o Lindô é uma dança típica com indumentária própria e que foi trazida a Imperatriz graças ao incentivo do Frei Manuel Procópio, O Bumba-meu-boi, manifestação comum no litoral maranhense, só recentemente foi introduzido nessa região, mas pouco valorizado pelos Imperatrizenses.

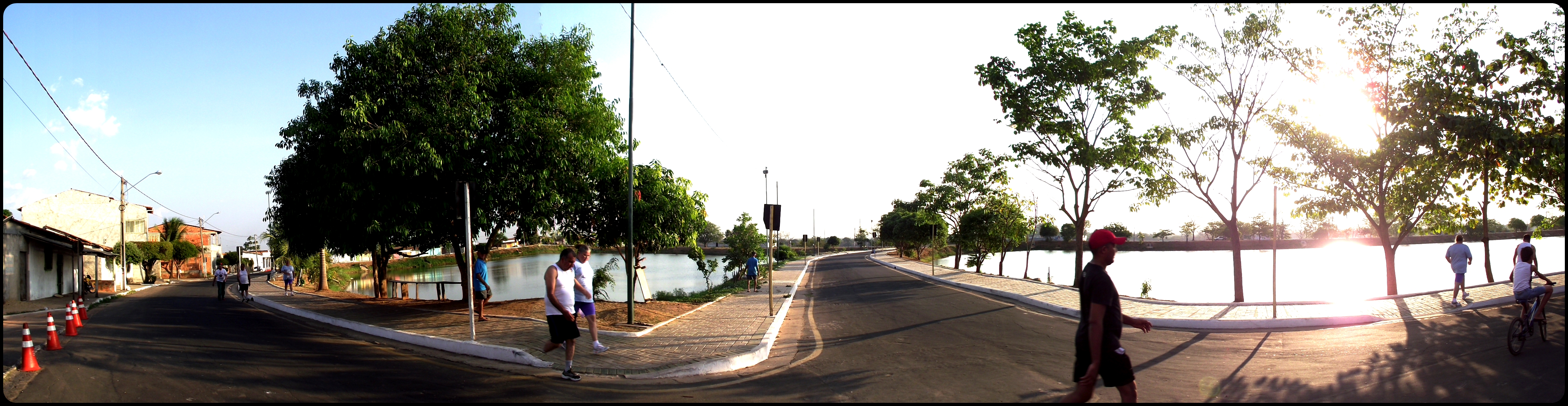
Pessoas fazendo a tradicional caminhada na Avenida Beira Rio em Imperatriz (Maranhão).

### Esportes
Imperatriz possui razoável planejamento de infraestrutura esportiva para abrigar eventos de esportivos de grande porte. Na cidade há um estádio moderno com capacidade para 20 mil pessoas sentadas (Estádio Frei Epifânio D'Abadia), um Kartódromo dentro dos padrões nacionais e internacionais, diversas quadras poliesportivas espalhadas nos bairros, comunidades e escolas, campos de Areia na Beira Rio e na Praia do Cacau que sedia eventos como o Campeonato Imperatrizense e Maranhense de Beach Soccer.
Automobilismo

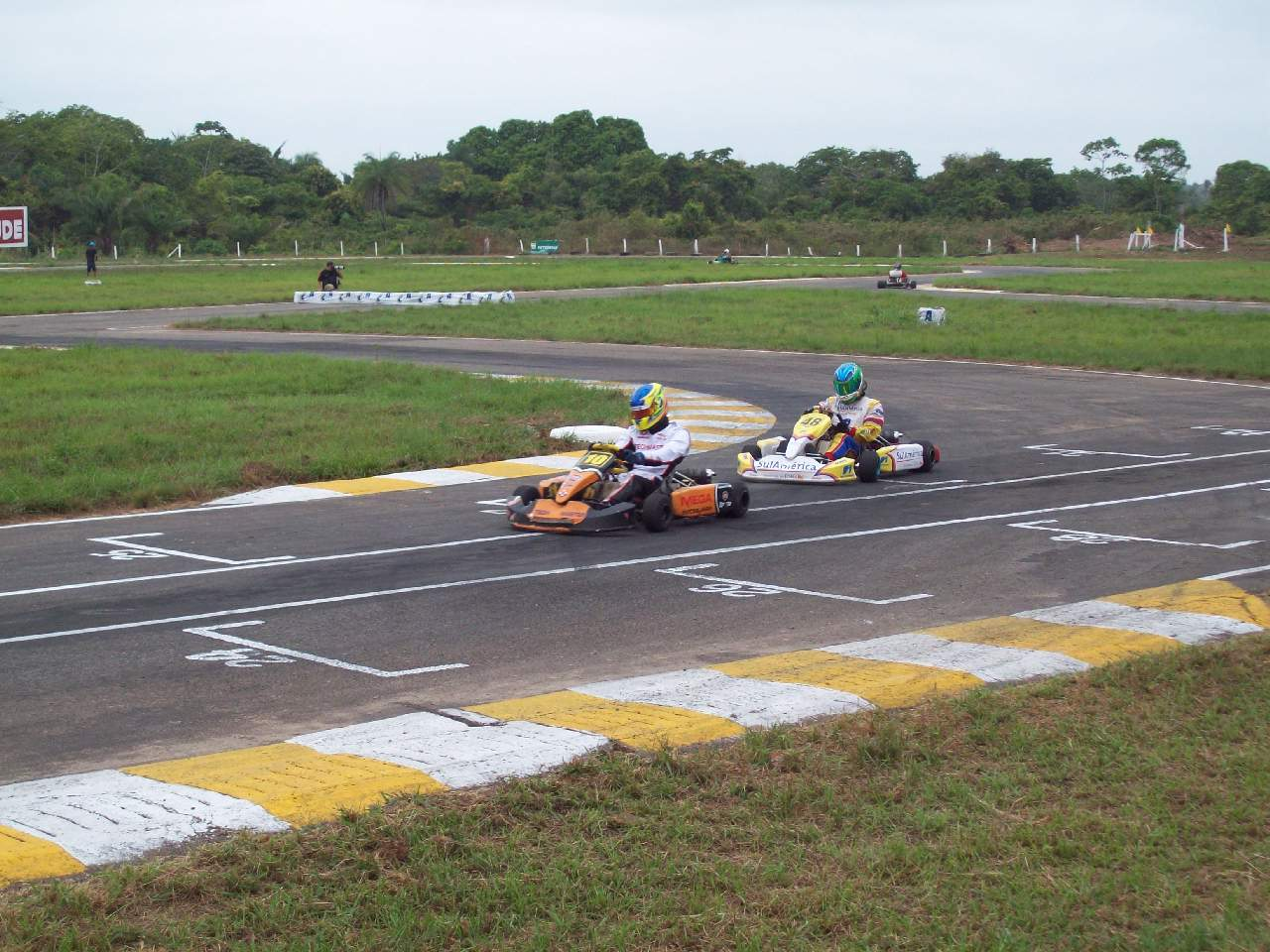
Kartódromo de Imperatriz.

Outra praça esportiva Imperatriz é o Kartódromo de Imperatriz, inaugurado em 1991. Diversas provas e prêmios locais, estaduais, regionais e nacionais já foram disputados nele. Nomes de expressão nacional e internacional do automobilismo participaram de provas no Kartódromo de Imperatriz, entre eles Nélson Piquet (tricampeão da Fórmula 1) e seu filho Nelsinho Piquet (ex-piloto da Renault F1), Vitor Meira (campeão sul-americano de kart e piloto de Fórmula 3), Suzane Carvalho (piloto da Fórmula Indy Light e campeão da Fórmula 3 sul-americana e brasileira) e Rubem Carrapatoso (bicampeão paulista e campeão mundial de kart). Pelo dinamismo do esporte em Imperatriz, a cidade é sede da Federação de Automobilismo do Estado do Maranhão, fundada em 11 de maio de 2001. O desportista e odontólogo imperatrizense Giovanni Ramos Guerra é o presidente. Ele fundou em 30 de outubro de 1987 o Clube de Kart da Região Tocantina.
Futebol
Imperatriz já se destaca, regional e até nacionalmente, como centro de talentos esportivos. Ressalte-se o time de futebol profissional que leva o nome do município e tem o apelido de "Cavalo de Aço" a Sociedade Imperatriz de Desportos que a partir de 2005 vem disputando os principais títulos regionais do estado, sempre levando grande público para o estádio Estádio Frei Epifânio D'Abadia, sendo a sua torcida a maior do interior do estado.
Em 2008 foi criado um novo time que disputou a 2ª divisão do Campeonato Maranhense: JV Lideral Futebol Clube. Ele foi vice-campeão e subiu à 1ª divisão. Já no primeiro ano na primeira divisão (2009), o JV Liberal sagrou-se Campeão Maranhense, que representará o Maranhão na Copa do Brasil e Campeonato Brasileiro de Futebol do mesmo ano. O time recebeu o apelido de "Trator do Camaçari".
Xadrez

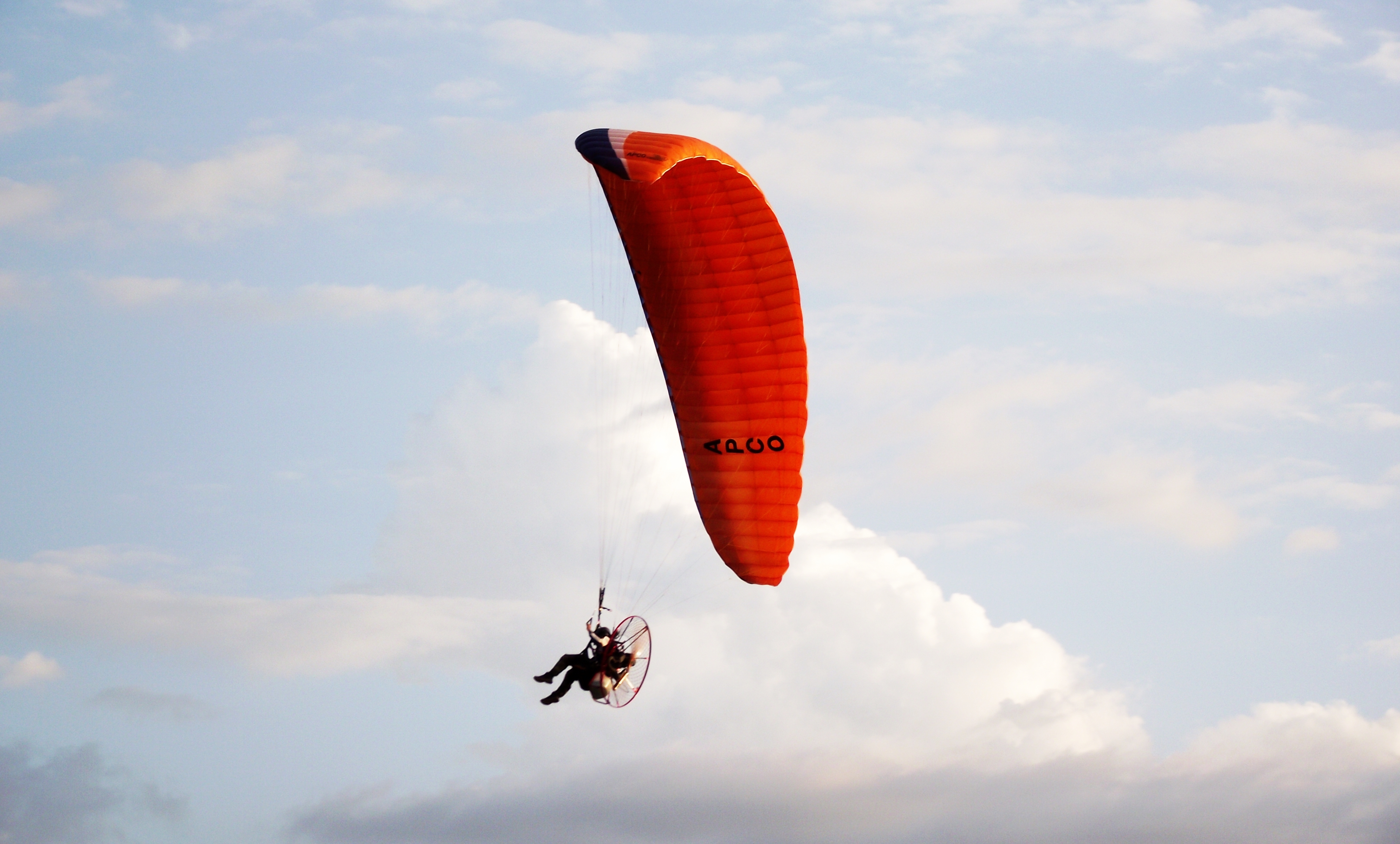
Imperatrizense pratica voo motorizado em parapente nos céus de Imperatriz (MA).

Em agosto de 2007, foi criada a Liga de Xadrez de Imperatriz, organização sem fins lucrativos fundada por um grupo de amigos a fim de revitalizar o esporte na região tocantina. Há um calendário anual de competições oficiais realizadas sob a bandeira da Confederação Brasileira de Xadrez. Os principais eventos são: Taça Tiradentes de Xadrez, Taça Cidade de Imperatriz de Xadrez e Absoluto Imperatizense de Xadrez eventos realizados, respectivamente, nos meses de abril, julho e dezembro. Além dos torneios oficiais, existem outras inciativas como os eventos Xadrez na Praça e Festivais de Xadrez, ambos com a finalidade de popularizar o esporte, principalmente junto a comunidade mais carente.
Outros esportes
Destacam-se, ainda, os esportes estudantis, que movimentam milhares de atletas da rede escolar pública e particular, com destaque na rede pública para a Escola Nascimento de Moraes e na rede particular de ensino a escola Rui Barbosa que na modalidade voleibol categoria juvenil sagrou-se bicampeão brasileiro dos jogos estudantis brasileiros nos anos 2006 e 2007 e campeão sul-americano em 2007. Além disso, talentos individuais em xadrez, damas, atletismo, kart e hipismo, como o jovem cavaleiro Marlon Zanotelli, convocado para a Seleção Brasileira de Hipismo nos Jogos Pan-Americanos de 2015, categoria saltos,  são destaques na região e no país.
A skatista Rayssa Leal, a medalhista mais jovem da delegação brasileira e ganhadora da medalha de prata nos Jogos Olímpicos de Tóquio, nasceu em Imperatriz.

## Cidades irmãs
Cidades-irmãs é uma iniciativa do Núcleo das Relações Internacionais, que busca a integração entre a cidade e demais municípios nacionais e estrangeiros. A integração entre os municípios é firmada por meio de convênios de cooperação, que têm o objetivo de assegurar a manutenção da paz entre os povos, baseada na fraternidade, felicidade, amizade e respeito recíproco entre as nações. Oficialmente, Imperatriz possui como cidades irmãs:
| - Teresina, Brasil - Mateh Yehuda, Israel |

## Subdivisões
Imperatriz conta com diferentes centros, como por exemplo: Entroncamento (Centro de oficinas e peças automotivas); Centro (Centro do comércio em geral); Distrito Industrial (Fábricas); Maranhão Novo (Galpões, garagens e depósitos de empresas); Mercadinho (Centro de Abastecimento de Frutas e Verduras) e Olaria (Cerâmicas). Oficialmente, a cidade tem 43 bairros, mas se contar as subdivisões dos bairros, chegam a 80 bairros.
Além da divisão dada pelo IBGE em regiões como: Centro, Grande Bacuri (Zona Oeste), Grande Conjunto Vitória (Zona Sul), Grande Nova Imperatriz, Grande Santa Rita (Zona Norte), Grande Vila Cafeteira (Zona Leste), Grande Vila Lobão ( Zona leste), Grande Vila Nova e zona rural.